# Globale Erwärmung

Anstieg der globalen Oberflächentemperaturen im Zeitraum 1850 bis 2023 im Vergleich zu 1850–1900

Mit globaler Erwärmung – umgangssprachlich auch „der Klimawandel“, „Erderwärmung“ oder auch „Erderhitzung“ – wird der gegenwärtige Anstieg der Durchschnittstemperatur der erdnahen Atmosphäre und der Meere bezeichnet. Es handelt sich um einen menschengemachten Klimawandel,:7, SPM.2 der eine Folge von Netto-Treibhausgasemissionen ist, die seit Beginn der Industrialisierung durch Nutzung von fossilen Energieressourcen sowie nicht-nachhaltiger Forst- und Landwirtschaft entstanden sind. Die Treibhausgasemissionen erhöhen das Rückhaltevermögen für infrarote Wärmestrahlung in der Troposphäre, wodurch der natürliche Treibhauseffekt verstärkt wird. Wichtigstes Treibhausgas bei der derzeitigen globalen Erwärmung ist Kohlenstoffdioxid (CO2), dazu kommen weitere wie z. B. Methan und Distickstoffmonoxid. Die von der Messstation Mauna Loa gemessene mittlere CO2-Konzentration in der Erdatmosphäre stieg von ursprünglich etwa 280 ppm vor Beginn der Industrialisierung auf inzwischen über 420 ppm.
Der Temperaturanstieg betrug im Vergleich zu 1850–1900 bis zu den 2010er Jahren nach Angaben des Weltklimarats IPCC etwa 1,1 °C.:5, A.1.2  2024 war das heißeste Jahr seit Beginn der Aufzeichnungen; die Temperaturen lagen ca. 1,6 °C über dem Durchschnitt der vorindustriellen Referenzperiode. Seit den 1980er Jahren war jedes Jahrzehnt wärmer als das vorangegangene. Die zehn Jahre von 2015 bis 2024 sind (Stand 2024) die zehn heißesten Jahre seit Aufzeichnungsbeginn. Ein vergleichbares Temperaturniveau gab es zuletzt am Ende der Eem-Warmzeit vor 115.000 Jahren. Der IPCC schreibt in seinem 2023 erschienenen Synthesebericht, dass es eindeutig ist, dass menschliche Aktivitäten, darunter hauptsächlich die Emission von Treibhausgasen, die Atmosphäre, die Ozeane und Landmassen erwärmt haben. Nach Abschätzung des IPCC sind 1,07 °C der 1,09 °C Erwärmung der Erdoberfläche zwischen 1850 und 1900 sowie zwischen 2011 und 2020 auf menschliche Aktivitäten zurückzuführen.:4, A.1 Diese Aussage wird von anderen Sachstandsberichten gestützt; in der Wissenschaft besteht seit Mitte der 1990er Jahre ein wissenschaftlicher Konsens darüber, dass die gemessene globale Erwärmung nahezu vollständig vom Menschen verursacht wird. Die gegenwärtige Erwärmung verläuft erheblich schneller als alle bekannten Erwärmungsphasen der Erdneuzeit, also seit 66 Millionen Jahren. Ohne den gegenwärtigen menschlichen Einfluss auf das Klimasystem würde sich der seit einigen Jahrtausenden herrschende leichte Abkühlungstrend mit hoher Wahrscheinlichkeit weiter fortsetzen.

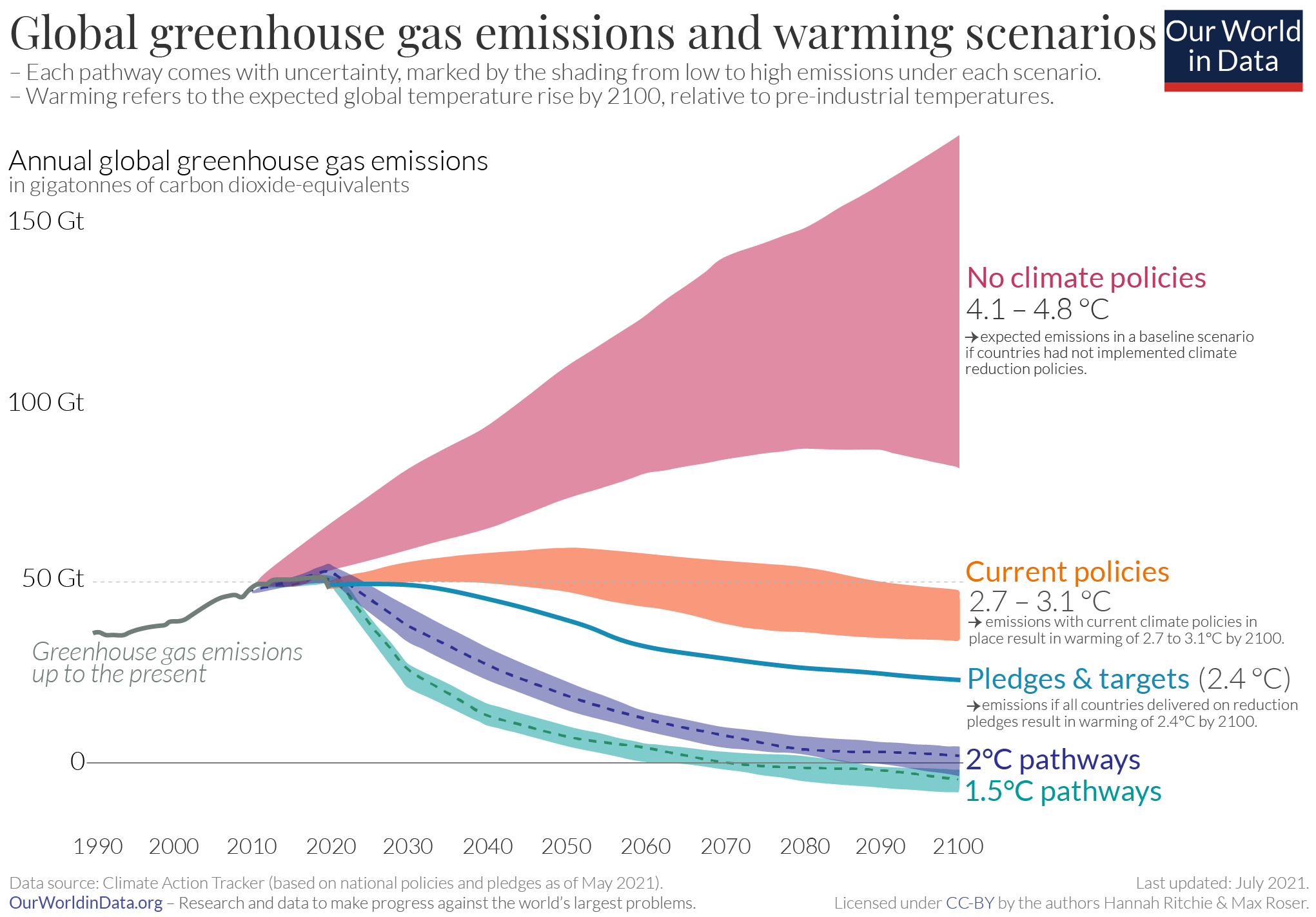
Szenarien für zukünftige Treibhausgasemissionen. Wenn die im Übereinkommen von Paris bisher festgehaltenen Zusagen (‘pledges & targets’) erfüllt werden, wird das Ziel, die globale Erwärmung bis 2100 „weit unter 2 °C“ zu halten, nicht erreicht.

Der IPCC erwartet in seinem Sechsten Sachstandsbericht, dass die globale Erwärmung bis zum Ende des 21. Jahrhunderts bei einem Szenario mit sehr niedrigen Treibhausgasemissionen sehr wahrscheinlich 1,0 °C bis 1,8 °C erreichen wird, bei einem Szenario mit mittelstarken Emissionen 2,1 °C bis 3,5 °C, und beim Szenario mit sehr hohen Treibhausgasemissionen 3,3 °C bis 5,7 °C. Mit der bis 2020 umgesetzten Klimaschutzpolitik steuert die Welt auf eine Erwärmung von ca. 3,2 °C bis zum Jahr 2100 zu, bei einer Abkehr von den derzeitigen Technologie- und Klimaschutztrends oder einer höheren Klimasensitivität ist jedoch auch eine Erwärmung von mehr als 4 °C möglich.:C.1.3 Die Internationale Energieagentur beziffert im World Energy Outlook 2021 unter den Annahmen des Stated Policies Scenario (STEPS) den Temperaturanstieg auf 2,6 °C; der Climate Action Tracker (Stand: Dez 2023) gibt unter Policies & Action einen Erwartungswert für das Jahr 2100 von 2,7 °C an.
Dieser Klimawandel verursacht aufgrund seines Ausmaßes bereits heute negative Auswirkungen auf Natur und Menschheit. Verschiedene Ökosysteme wurden über die Grenzen ihrer Anpassungsfähigkeit hinaus belastet, sodass schon einige irreversible Folgeschäden entstanden sind. Wie schnell und folgenschwer der Klimawandel verlaufen wird, hängt stark von den umgesetzten Klimaschutz- und Klimaanpassungsmaßnahmen ab. Die negativen Klimawandelfolgen nehmen mit jedem weiteren Anstieg der globalen Erwärmung weiter zu. Spätestens seit 2020 benutzen die Vereinten Nationen regelmäßig die Bezeichnung Klimakatastrophe für das ungünstigste Szenario. Zu den laut Klimaforschung ermittelten und oft bereits beobachteten Folgen der globalen Erwärmung zählen je nach Erdregion: Meereis- und Gletscherschmelze, ein Meeresspiegelanstieg, das Auftauen von Permafrostböden mit Freisetzung von Methanhydrat, wachsende Dürrezonen und zunehmende Wetter-Extreme mit entsprechenden Rückwirkungen auf die Lebens- und Überlebenssituation von Menschen und Tieren (Beitrag zum Artensterben). Wie schwer die Folgen sind, ist abhängig von Ausmaß und Dauer der Erwärmung. Einige können unumkehrbar sein und zudem als Kippelemente im Erdsystem wirken (etwa die Freisetzung des Treibhausgases Methan aus den auftauenden Permafrostböden), mit unabsehbaren Folgen für die gesamte Biosphäre. Ohne wirksamen Klimaschutz bedroht der Klimawandel immer stärker Gesundheit und Lebensgrundlagen von Menschen, Tieren und Pflanzen sowie die Funktionsfähigkeit und biologische Vielfalt von Ökosystemen. Politisch hat diese Entwicklung international zum Begriff des Klimanotstandes geführt.

Anteil einzelner Regionen an den Gesamtemissionen von Kohlenstoffdioxid im Zeitraum 1850–2019

Nationale und internationale Klimapolitik versucht durch Klimaschutz und Anpassung an die bereits erfolgte Erwärmung die Folgen für Mensch und Umwelt abzumildern. Um die menschengemachte globale Erwärmung aufhalten zu können, müssen weitere energiebedingte Treibhausgasemissionen vollständig vermieden werden sowie fortan nicht vermeidbare Emissionen durch negative Treibhausgasemissionen mittels geeigneter Technologien, wie z. B. BECCS, DACCS oder Kohlenstoffbindung im Boden, kompensiert werden. Mit Stand 2016 waren bereits ca. 2⁄3 des CO2-Budgets der maximal möglichen Emissionen für das im Übereinkommen von Paris vereinbarte Zwei-Grad-Ziel aufgebraucht, sodass die weltweiten Emissionen schnell gesenkt werden müssen, wenn das Ziel noch erreicht werden soll. Möglicherweise ist das Zwei-Grad-Ziel nicht ambitioniert genug, um langfristig einen als Treibhaus Erde bezeichneten Zustand des Klimasystems zu verhindern, der zu insbesondere für den Menschen lebensfeindlichen Bedingungen auf der Erde führen würde.

## Physikalische Grundlagen

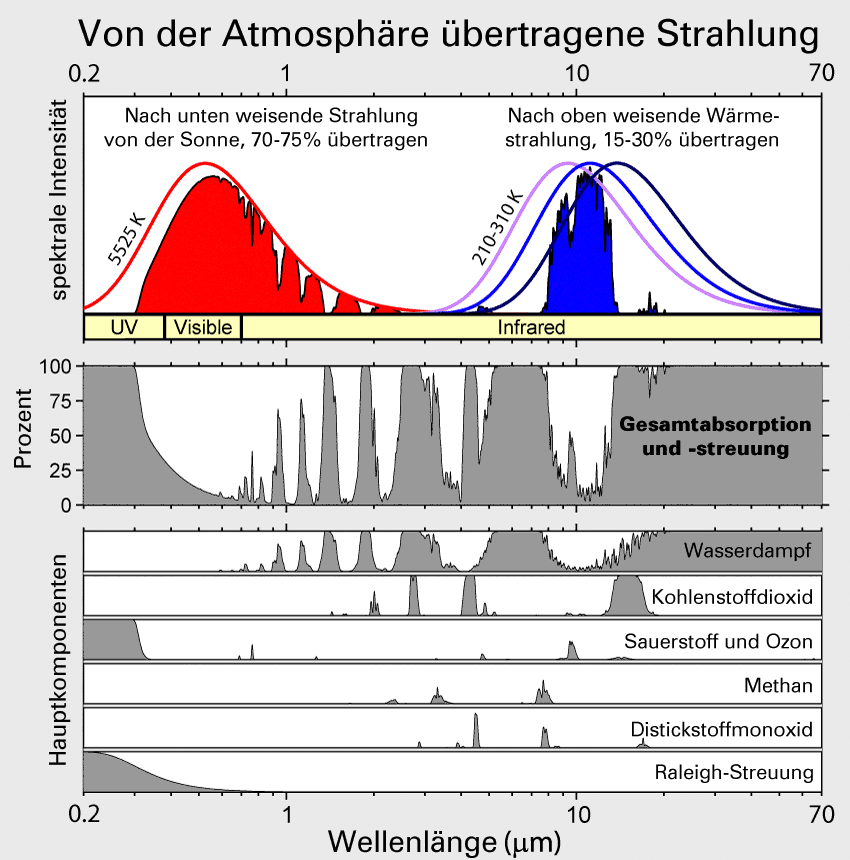
70 bis 75 % des rot markierten, kurzwelligen Strahlungsanteils gelangen durch die Atmosphäre bis auf die Erdoberfläche, die sich dadurch aufheizt und ihrerseits die hier blau markierte Infrarotstrahlung aussendet, deren Abstrahlung ins All aber von Treibhausgasen behindert wird. – Eingezeichnet sind drei Wellenlängenbereiche von Infrarotstrahlung, wie sie von Objekten mit auf der Erdoberfläche vorkommenden Temperaturen emittiert wird: violett (+37 °C) – blau – schwarz (−63 °C). Die Graphiken darunter zeigen, welche Treibhausgase welche Teile des Spektrums filtern.

Seit der Industriellen Revolution verstärkt der Mensch den natürlichen Treibhauseffekt durch den Ausstoß von Treibhausgasen, wie messtechnisch belegt werden konnte. Seit 1990 ist der Strahlungsantrieb – d. h. die Erwärmungswirkung auf das Klima – durch langlebige Treibhausgase um 43 % gestiegen. In der Klimatologie ist es heute Konsens, dass die gestiegene Konzentration der vom Menschen in die Erdatmosphäre freigesetzten Treibhausgase mit hoher Wahrscheinlichkeit die wichtigste Ursache der globalen Erwärmung ist, da ohne sie die gemessenen Temperaturen nicht zu erklären sind.
Treibhausgase lassen die von der Sonne kommende kurzwellige Strahlung weitgehend ungehindert auf die Erde durch, absorbieren aber einen Großteil der von der Erde ausgestrahlten Infrarotstrahlung. Dadurch erwärmen sie sich und emittieren selbst Strahlung im langwelligen Bereich (vgl. Kirchhoffsches Strahlungsgesetz). Der in Richtung der Erdoberfläche gerichtete Strahlungsanteil wird als atmosphärische Gegenstrahlung bezeichnet. Im isotropen Fall wird die absorbierte Energie je zur Hälfte in Richtung Erde und Weltall abgestrahlt. Hierdurch erwärmt sich die Erdoberfläche stärker, als wenn allein die kurzwellige Strahlung der Sonne sie erwärmen würde. Der Weltklimarat IPCC schätzt den Grad des wissenschaftlichen Verständnisses über die Wirkung von Treibhausgasen als „hoch“ ein.
Das Treibhausgas Wasserdampf (H2O) trägt mit 36 bis 66 %, Kohlenstoffdioxid (CO2) mit 9 bis 26 % und Methan mit 4 bis 9 % zum natürlichen Treibhauseffekt bei. Die große Bandbreite erklärt sich folgendermaßen: Einerseits gibt es sowohl örtlich wie auch zeitlich große Schwankungen in der Konzentration dieser Gase. Zum anderen überlappen sich deren Absorptionsspektren. Strahlung, die zum Beispiel von Wasserdampf bereits absorbiert wurde, kann von CO2 nicht mehr absorbiert werden. In Trockenwüsten oder eisbedeckten Kältewüsten, in der Wasserdampf nur wenig zum Treibhauseffekt beiträgt, ist somit der Anteil der übrigen Treibhausgase am Gesamttreibhauseffekt größer als in den feuchten Tropen.
Da die genannten Treibhausgase natürliche Bestandteile der Atmosphäre sind, wird die von ihnen verursachte Temperaturerhöhung als natürlicher Treibhauseffekt bezeichnet. Der natürliche Treibhauseffekt führt dazu, dass die Durchschnittstemperatur der Erde bei etwa +14 °C liegt. Ohne den natürlichen Treibhauseffekt läge sie bei etwa −18 °C. Hierbei handelt es sich um rechnerisch bestimmte Werte (siehe auch Idealisiertes Treibhausmodell). In der Literatur können diese Werte gegebenenfalls leicht abweichen, je nach Rechenansatz und der zu Grunde gelegten Annahmen, zum Beispiel dem Reflexionsverhalten (Albedo) der Erde. Diese Werte dienen als Nachweis, dass es einen natürlichen Treibhauseffekt gibt, da ohne ihn die Temperatur entsprechend deutlich geringer sein müsste und sich die höhere Temperatur mit dem Treibhauseffekt erklären lässt.

## Ursachen der anthropogenen globalen Erwärmung

Treiber der globalen Erwärmung 2010–2019 relativ zu 1850–1900

Entwicklung der Erdoberflächentemperatur (oben) und der einzelnen klimawirksamen Faktoren seit 1870: Sonnenaktivität, Vulkanismus, natürliche Variabilität (z. B. El-Niño/La-Niña-Jahre) und menschliche Aktivitäten (Treibhausgasemissionen und kühlende Aerosolemissionen).

Hauptursache ist die durch menschliche Aktivitäten steigende Treibhausgaskonzentration in der Erdatmosphäre. Im Sechsten Sachstandsbericht des IPCC wird der daraus resultierende zusätzliche Strahlungsantrieb im Jahr 2019 im Vergleich zum Referenzjahr 1750 netto mit 2,72 W/m² beziffert. Kühlende Effekte wie Aerosole sind bereits abgezogen. Ohne diesen Abzug, brutto, verursachten alle langlebigen Treibhausgase einen Strahlungsantrieb von 3,32 W/m². Bedeutendstes Treibhausgas war Kohlenstoffdioxid mit 2,16 W/m², gefolgt von Methan mit 0,54 W/m². Halogenkohlenwasserstoffe verursachten einen Strahlungsantrieb von 0,41 W/m², Lachgas 0,21 W/m². Von den kurzlebigen Treibhausgasen hat Ozon, dessen Entstehung durch Stickoxide, Kohlenmonoxid oder Kohlenwasserstoffe angeregt wird, mit 0,47 W/m² den höchsten Strahlungsantrieb. Einen kühlenden Strahlungsantrieb in Höhe von −1,1 W/m² verursachen Aerosole.:67–69
Die derzeit beobachtete globale Erwärmung ist nahezu vollständig auf menschliche Aktivitäten zurückzuführen. Laut IPCC sind 1,07 °C der 1,09 °C Erwärmung der Erdoberfläche zwischen 1850 und 1900 sowie zwischen 2011 und 2020 auf menschliche Aktivitäten zurückzuführen. Im vierten Nationalen Klimabericht der Vereinigten Staaten wird der wahrscheinliche menschliche Anteil an der Erwärmung des Zeitraums 1951 bis 2010 mit zwischen 93 % und 123 % angegeben. Werte über 100 % bedeuten hierbei eine Überkompensation diverser Abkühlungsfaktoren. Hingegen sind Veränderungen der natürlichen Sonnenaktivität ein unbedeutender Faktor bei der gegenwärtig beobachteten Erderwärmung. Die Sonnenaktivität machte im gleichen Zeitraum einen Strahlungsantrieb von nur 0,1 W/m² aus; seit Mitte des 20. Jahrhunderts ging die Sonnenaktivität sogar zurück.

### Konzentrationsanstieg der wichtigsten Treibhausgase

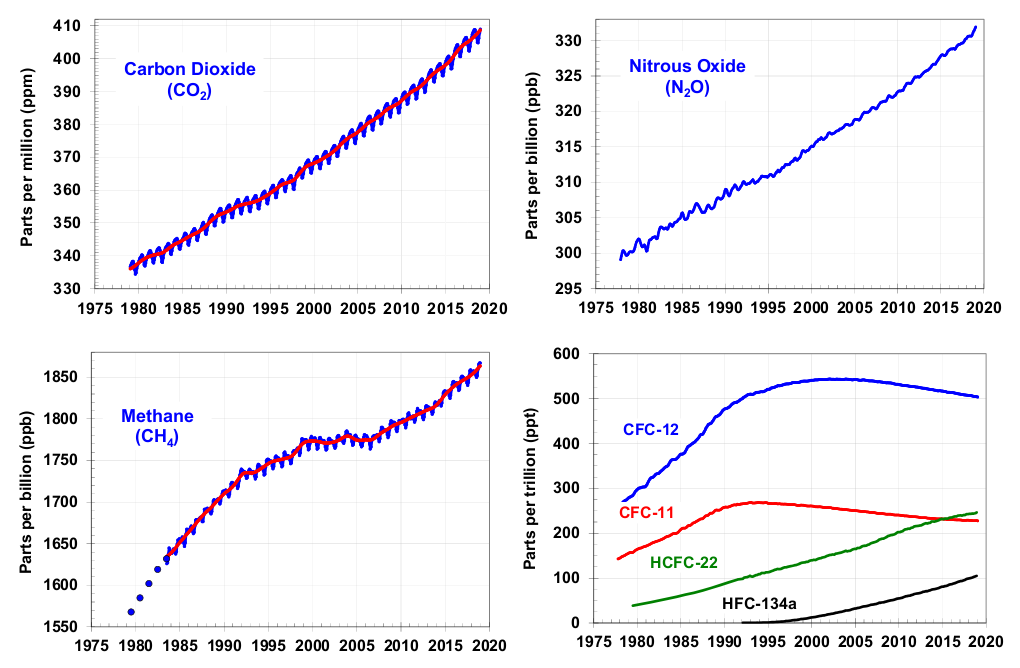
Kohlenstoffdioxid, Lachgas, Methan und FCKWs/FKWs (nur letztere nehmen durch weltweite Anstrengungen zum Schutz der Ozonschicht ab)

Anstieg der atmosphärischen Kohlendioxidkonzentration im Holozän

Der Anteil aller vier Bestandteile des natürlichen Treibhauseffekts in der Atmosphäre ist seit dem Beginn der industriellen Revolution gestiegen. Die Geschwindigkeit des Konzentrationsanstiegs ist die schnellste der letzten 22.000 Jahre. Der Konzentrationsanstieg der gut-durchmischten Treibhausgase ist eindeutig menschengemacht. Wichtigstes Treibhausgas ist Kohlenstoffdioxid (CO2). Es existiert ein nahezu linearer Zusammenhang zwischen den kumulierten menschengemachten Kohlenstoffdioxidemissionen und der von ihnen verursachten Erwärmung. Pro Billion Tonnen kumulierter CO2-Emissionen erwärmt sich die Erdoberfläche um ca. 0,45 °C (Unsicherheitsspanne 0,27 bis 0,63 °C). Daraus ergibt sich, dass für jegliches Begrenzen der menschengemachten Erderwärmung auf einem vorgegebenen Temperatur-Niveau Netto-Nullemissionen erreicht werden müssen. Zwischen 1850 und 2019 wurden ca. 2390 ± 240 Mrd. Tonnen CO2 durch menschliche Aktivitäten freigesetzt.

CO_{2}-Schwankungen im Zuge von Warm- und Kaltzeiten über die letzten acht Jahrhunderttausende. Der grün und schwarz gekennzeichnete Peak am Ende des Graphens ist auf die Industrielle Revolution zurückzuführen.

Im Jahr 2019 produzierte die Menschheit Treibhausgasemissionen in Höhe von 59 Milliarden Tonnen (± 6.6) CO2-Äquivalent. Das jährliche Wachstum der Emissionen in den 2010er Jahren lag bei 1,3 % pro Jahr, etwas niedriger als in den Jahren 2000 bis 2009, als es bei 2,1 % gelegen hatte. Die wichtigste Emissionsquelle war die Kohlendioxidfreisetzung aus fossilen Energieträgern und Industrieprozessen mit 38 ± 3 Mrd. Tonnen, gefolgt von Methanfreisetzung (11 ± 3,2 Mrd. Tonnen), Kohlendioxidemissionen aus Landnutzungsänderungen wie Entwaldung (6,6 ± 4,6 Mrd. Tonnen), Lachgasproduktion (2,7 ± 1,6 Mrd. Tonnen) und weiteren Treibhausgasen wie FCKWs (1,4 ± 0,41 Mrd. Tonnen). Von 1990 bis 2019 stieg der CO2-Ausstoß aus fossilen Energien und Industrie um 15 Mrd. Tonnen bzw. 67 % an und damit deutlich stärker als die Emissionen aus anderen Quellen. Damit werden durch menschliche Aktivitäten pro Tag ca. 100 Mio. Tonnen Kohlendioxid in die Atmosphäre emittiert.
Die Konzentration von CO2 in der Erdatmosphäre stieg von ca. 278,3 ppm im Jahr 1750 auf 409,9 ppm im Jahr 2019. Dies ist ein Anstieg um 131,6 ppm bzw. um 47,3 %. Damit liegt die CO2-Konzentration in der Erdatmosphäre höher als zu jedem Zeitpunkt seit mindestens 2 Millionen Jahren. Während der letzten 14 Millionen Jahre (seit dem Mittleren Miozän) existierten keine signifikant höheren CO2-Werte als gegenwärtig. Nach Messungen aus Eisbohrkernen betrug die CO2-Konzentration in den letzten 800.000 Jahren nie mehr als 300 ppmV.
Der Volumenanteil von Methan stieg von ca. 730 ppbV im Jahr 1750 auf 1866.3 ppbV (parts per billion, Teile pro Milliarde Volumenanteil) im Jahr 2019 an. Dies ist ein Anstieg um 157,8 % und wie bei CO2 der höchste Stand seit mindestens 800.000 Jahren. Nachdem die Methanemissionen in den 1990er Jahren stagnierten, steigen sie seit ca. 2007 wieder an. Verursacht wurde dieser jüngste Anstieg durch die Nutzung fossiler Energien, die Tierzucht, Abfälle, Emissionen aus Feuchtgebieten und Biomasseverbrennung. Das Treibhauspotenzial von 1 kg Methan ist, auf einen Zeitraum von 100 Jahren betrachtet, 25-mal höher als das von 1 kg CO2. Nach einer neueren Untersuchung beträgt dieser Faktor sogar 33, wenn Wechselwirkungen mit atmosphärischen Aerosolen berücksichtigt werden. In einer sauerstoffhaltigen Atmosphäre wird Methan jedoch oxidiert, meist durch Hydroxyl-Radikale. Ein in die Atmosphäre gelangtes Methan-Molekül hat dort eine durchschnittliche Verweilzeit von zwölf Jahren.
Im Unterschied dazu liegt die Verweildauer von CO2 teilweise im Bereich von Jahrhunderten. Die Ozeane nehmen atmosphärisches CO2 zwar sehr rasch auf: Ein CO2-Molekül wird nach durchschnittlich fünf Jahren in den Ozeanen gelöst. Diese geben es aber auch wieder an die Atmosphäre ab, so dass ein Teil des vom Menschen emittierten CO2 letztlich für mehrere Jahrhunderte (ca. 30 %) und ein weiterer Teil (ca. 20 %) sogar für Jahrtausende im Kohlenstoffkreislauf von Hydrosphäre und Atmosphäre verbleibt.
Der Volumenanteil von Lachgas stieg von ca. 270 ppbV im Jahr 1750 auf 332,1 ppbV im Jahr 2019. Der Anstieg seit 1980 ist vor allem auf mehr und intensivere Landwirtschaft zurückzuführen. Durch sein Absorptionsspektrum trägt es dazu bei, ein sonst zum Weltall hin offenes Strahlungsfenster zu schließen. Trotz seiner sehr geringen Menge in der Atmosphäre trägt es zum anthropogenen Treibhauseffekt etwa 6 % bei, da seine Wirkung als Treibhausgas 298-mal stärker ist als die von CO2; daneben hat es auch eine recht hohe atmosphärische Verweilzeit von 114 Jahren.
Der Wasserdampfgehalt der Atmosphäre wird durch anthropogene Wasserdampfemissionen nicht signifikant verändert, da zusätzlich in die Atmosphäre eingebrachtes Wasser innerhalb weniger Tage auskondensiert. Steigende globale Durchschnittstemperaturen führen jedoch zu einem höheren Dampfdruck, das heißt einer stärkeren Verdunstung. Der damit global ansteigende Wasserdampfgehalt der Atmosphäre treibt die globale Erwärmung zusätzlich an. Wasserdampf wirkt somit im Wesentlichen als Rückkopplungsglied. Diese Wasserdampf-Rückkopplung ist neben der Eis-Albedo-Rückkopplung die stärkste positiv wirkende Rückkopplung im globalen Klimageschehen.

### Aerosole
Neben Treibhausgasen beeinflussen auch Aerosole das Erdklima, allerdings mit einem insgesamt kühlenden Effekt. Aerosole liefern von allen festgestellten Beiträgen zum Strahlungsantrieb die größte Unsicherheit. Die Wirkung eines Aerosols auf die Lufttemperatur ist abhängig von seiner Flughöhe in der Atmosphäre. In der untersten Atmosphärenschicht, der Troposphäre, sorgen Rußpartikel für einen Temperaturanstieg, da sie das Sonnenlicht absorbieren und anschließend Wärmestrahlung abgeben. Die verringerte Reflektivität (Albedo) von Schnee- und Eisflächen und anschließend darauf niedergegangenen Rußpartikeln wirkt ebenfalls erwärmend. In höheren Luftschichten hingegen sorgen Mineralpartikel durch ihre abschirmende Wirkung dafür, dass es an der Erdoberfläche kühler wird.
Einen großen Unsicherheitsfaktor bei der Bemessung der Klimawirkung von Aerosolen stellt ihr Einfluss auf die ebenfalls nicht vollständig verstandene Wolkenbildung dar. Insgesamt wird Aerosolen eine deutlich abkühlende Wirkung zugemessen. Abnehmende Luftverschmutzung könnte daher zur globalen Erwärmung beitragen.
Ein zeitweise auftretender Rückgang bzw. die Stagnation der globalen Durchschnittstemperatur werden zum großen Teil der kühlenden Wirkung von Sulfataerosolen zugeschrieben, die zwischen den 1940er und Mitte der 1970er Jahre in Europa und den USA sowie nach dem Jahr 2000 in der Volksrepublik China und Indien zu verorten waren.

## Nachrangige und fälschlich vermutete Ursachen

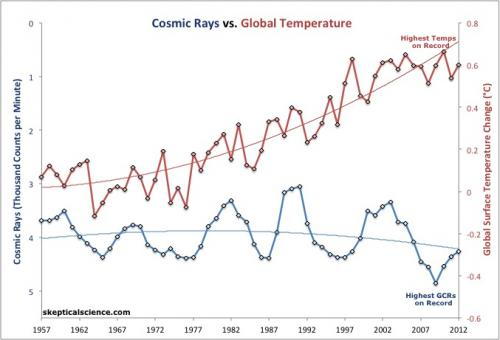
Verlauf der globalen Temperaturanomalie (rot, rechte Skala) und der Aktivität galaktischer kosmischer Strahlung (blau, linke Skala, Aktivität nach unten zunehmend) seit der zweiten Hälfte des 20. Jahrhunderts. Die Hypothese, dass mit steigender Sonnenaktivität und damit geringerer galaktischer kosmischer Strahlung die Temperatur zunimmt, wird von den Daten nicht gestützt.

Eine Reihe von Faktoren beeinflussen das hoch komplexe globale Klimasystem. In der öffentlichen Diskussion um die Ursachen der globalen Erwärmung werden oft Faktoren genannt, die nachrangig sind oder sogar kühlend auf das Klimasystem wirken. Die Erde befindet sich im Zeitalter der industriellen Revolution in einer Phase der Wiedererwärmung aus der kleinen Eiszeit. Unabhängig davon würde sich ohne die Eingriffe des Menschen in den natürlichen Klimaverlauf der seit 6000 Jahren bestehende Abkühlungstrend von 0,10 bis 0,15 °C pro Jahrtausend fortsetzen und – je nach Literaturquelle – in 20.000 bis 50.000 Jahren in eine neue Kaltzeit führen.

### Ozonloch
Die Annahme, das Ozonloch sei eine wesentliche Ursache der globalen Erwärmung, ist falsch. Der Ozonabbau in der Stratosphäre hat einen leicht kühlenden Effekt. Der Ozonabbau wirkt hierbei auf zweierlei Arten: Die verringerte Ozonkonzentration kühlt die Stratosphäre, da die UV-Strahlung dort nicht mehr absorbiert wird, wärmt hingegen die Troposphäre, da die UV-Strahlung an der Erdoberfläche absorbiert wird und diese erwärmt. Die kältere Stratosphäre schickt weniger wärmende Infrarotstrahlung nach unten und kühlt damit die Troposphäre. Insgesamt dominiert der Kühlungseffekt, so dass das IPCC folgert, dass der beobachtete Ozonschwund im Verlauf der letzten beiden Dekaden zu einem negativen Strahlungsantrieb auf das Klimasystem geführt hat, der sich auf etwa −0,15 ± 0,10 Watt pro Quadratmeter (W/m²) beziffern lässt.

### Sonnenaktivität

Globale Temperaturentwicklung (rot), atmosphärische CO_{2}-Konzentration (blau) und Sonnenaktivität (gelb) seit dem Jahr 1850

Veränderungen in der Sonne wird ein geringer Einfluss auf die gemessene globale Erwärmung zugesprochen. Die seit 1978 direkt vom Orbit aus gemessene Änderung ihrer Strahlungsintensität ist bei weitem zu klein, um als Hauptursache für die seither beobachtete Temperaturentwicklung in Frage zu kommen. Seit den 1960er Jahren ist der Verlauf der globalen Durchschnittstemperatur von der Strahlungsintensität der Sonne entkoppelt, seit 1978 hat die verminderte Strahlungsintensität sehr wahrscheinlich der globalen Erwärmung etwas entgegengewirkt.
Das IPCC schätzte 2013 den zusätzlichen Strahlungsantrieb durch die Sonne seit Beginn der Industrialisierung auf etwa 0,05 (± 0,05) Watt pro Quadratmeter. Im Vergleich dazu tragen die anthropogenen Treibhausgase mit 2,83 (± 0,29) W/m² zur Erwärmung bei. Das IPCC schreibt, dass der Grad des wissenschaftlichen Verständnisses bezüglich des Einflusses solarer Variabilität vom Dritten zum Vierten Sachstandsbericht von „sehr gering“ auf „gering“ zugenommen hat. Im fünften Sachstandsbericht misst der IPCC seiner Schätzung zum solaren Strahlungsantrieb seit 1750 „mittlere Aussagekraft“ bei, für die letzten drei Dekaden ist die Aussagekraft höher.

### Kosmische Strahlung
Das Argument, dass kosmische Strahlung die Wirkung der Sonnenaktivität verstärke, beruht auf einer Studie von Henrik Svensmark und Egil Friis-Christensen. Sie gehen davon aus, dass kosmische Strahlung die Bildung von Wolken beeinflusse und so indirekten Einfluss auf die Erdoberflächentemperatur habe. Damit soll erklärt werden, wie Schwankungen der Sonnenaktivität – trotz der nur geringen Veränderung der Sonnenstrahlung – die beobachtete globale Temperaturerhöhung auslösen kann. Neuere wissenschaftliche Studien, vor allem aus dem CLOUD-Experiment, zeigen jedoch, dass der Einfluss der kosmischen Strahlung auf die Wolkenbildung gering ist. Der IPCC hielt in seinem 2013 erschienenen 5. Sachstandsbericht fest, dass es zwar Hinweise auf einen derartigen Wirkmechanismus gebe, dieser aber zu schwach sei, um das Klima nennenswert zu beeinflussen.
Ebenfalls ist die kosmische Strahlung als verstärkender Faktor abhängig von der Sonnenaktivität und könnte bei deren negativem Trend seit den 1960er Jahren höchstens eine kühlende Wirkung verstärkt haben.

### Vulkanaktivität

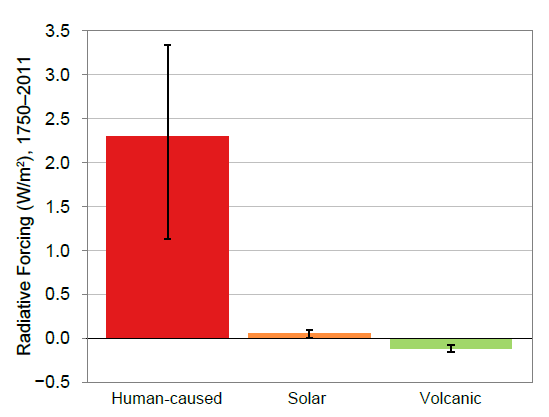
Ursachen der globalen Erwärmung (1750–2011) (Stand 2018)

Große Vulkanausbrüche der Kategorie VEI-5 oder VEI-6 auf dem Vulkanexplosivitätsindex können aufgrund der Emission von Vulkanasche und Aerosolen bis in die Stratosphäre eine hemisphärische oder weltweite Abkühlung (etwa −0,3 bis −0,5 °C) über mehrere Jahre hervorrufen. Es wird davon ausgegangen, dass eine hohe Vulkanaktivität beispielsweise einen erheblichen Einfluss auf die Temperaturentwicklung während der kleinen Eiszeit ausübte. Seit 1900 hat es jedoch keine ungewöhnliche Konzentration und Variabilität vulkanischer Aerosole in der Atmosphäre gegeben.
Vulkane setzen aktuell jährlich etwa 210 bis 360 Megatonnen CO2 frei. Das entspricht etwa einem Prozent der jährlichen CO2-Emission aus fossilen Brennstoffen.
Insgesamt hatten langfristige Änderungen vulkanischer Aktivität seit 1750 einen vernachlässigbaren Einfluss. Sie können die globale Erwärmung nicht erklären.

### Wasserdampf
Wasserdampf ist mit einem atmosphärischen Anteil von etwa 0,4 % das in seiner Gesamtwirkung stärkste Treibhausgas und für rund zwei Drittel des natürlichen Treibhauseffekts verantwortlich. CO2 ist der zweitwichtigste Faktor und macht den größten Teil des restlichen Treibhauseffekts aus. Die Konzentration von Wasserdampf in der Atmosphäre ist jedoch hauptsächlich abhängig von der Lufttemperatur (nach der Clausius-Clapeyron-Gleichung kann Luft pro Grad Celsius Erwärmung rund 7 % mehr Wasserdampf aufnehmen). Erhöht sich die Temperatur durch einen anderen Einflussfaktor, steigt die Wasserdampfkonzentration und damit deren Treibhausgaswirkung – was zu einem weiteren Anstieg der Temperatur führt. Wasserdampf verstärkt somit die durch andere Faktoren ausgelösten Temperaturveränderungen. Dieser Effekt wird Wasserdampf-Rückkopplung genannt. Wasserdampf bewirkt deshalb eine Verdoppelung bis Verdreifachung der allein durch die Erhöhung der CO2-Konzentration ausgelösten Erwärmung.

### Abwärme
Bei fast allen Prozessen entsteht Wärme, so bei der Produktion von elektrischem Strom in Wärmekraftwerken, bei der Nutzung von Verbrennungsmotoren (siehe Wirkungsgrad) oder beim Betrieb von Computern. In den USA und Westeuropa trugen Gebäudeheizung, industrielle Prozesse und Verbrennungsmotoren im Jahr 2008 mit 0,39 W/m² bzw. 0,68 W/m² zur Erwärmung bei und haben damit einen gewissen Einfluss auf das regionale Klimageschehen. Weltweit gesehen betrug dieser Wert 0,028 W/m² (also nur etwa 1 % der globalen Erwärmung). Merkliche Beiträge zur Erwärmung wären für den Fall des weiteren ungebremsten Anstiegs der Energieerzeugung (wie in den vergangenen Jahrzehnten) ab dem Ende unseres Jahrhunderts zu erwarten. Betrachtet man die gesamte Verweildauer von Kohlendioxid in der Atmosphäre, dann übersteigt der treibhauseffektbedingte Strahlungsantrieb infolge der Verbrennung von Kohlenstoff die bei dem Verbrennungsprozess freiwerdende Wärme mehr als 100.000-fach.

### Städtische Wärmeinseln
Die Temperatur in Städten liegt oft höher als im Umland, da durch Heizungen und industrielle Prozesse Wärme produziert wird. Diese wird in Häusern und versiegelten Flächen stärker aufgenommen. Der Temperaturunterschied kann in großen Städten bis zu 10 °C betragen. Da viele Temperaturmessungen in Städten erfolgen, könnte dies zu einer fehlerhaften Berechnung der globalen Temperatur führen. Jedoch werden in Messungen betreffend der globalen Temperatur die Temperaturveränderungen und nicht die absoluten Werte berücksichtigt. Zudem werden die Temperaturmessungen in Städten oft auf Grünflächen durchgeführt, die aufgrund der Begrünung in der Regel kühler sind. Kontrollrechnungen der globalen Temperatur mit ausschließlich ländlichen Stationen ergeben praktisch die gleichen Temperaturtrends wie die Berechnung aus allen Stationen.

## Gemessene und hochgerechnete Erwärmung

Globale durchschnittliche Temperaturanomalie 1850–

### Bisherige Temperaturerhöhung

Globale monatliche Temperaturen seit 1850, Animation nach den HadCRUT4-Daten des Met Office

Gemäß IPCC betrug der Temperaturanstieg der Erdoberfläche im Zeitraum 2011–2020 relativ zu 1850–1900 etwa 1,09 °C (wahrscheinliche Spanne: 0,95 bis 1,20 °C). Dabei stiegen die Temperaturen an Land mit ca. 1,59 °C deutlich stärker als die Temperaturen über den Ozeanen (0,88 °C). Die Temperaturen des Jahrzehnts 2011–2020 übersteigen ebenfalls die höchsten Jahrhundertdurchschnittswerte der letzten Zwischeneiszeit, die vor etwa 6500 Jahren erreicht wurden. Jedes der vier vergangenen Jahrzehnte war nacheinander wärmer als jedes andere Jahrzehnt seit 1850. Seit etwa 1970 steigt die Erdoberflächentemperatur mit einer Geschwindigkeit an, die in mindestens den vergangenen zwei Jahrtausenden ohne Beispiel ist.
Das mit Abstand heißeste Jahr seit Beginn der Messungen 1850 war 2024. Es war etwa 1,6 °C wärmer als der Durchschnitt der vorindustriellen Referenzperiode, die von 1850 bis 1900 reicht und ca. 0,12 °C wärmer als 2023, das 1,45 °C wärmer als der vorindustrielle Referenzwert war.
Verglichen mit den Schwankungen der Jahreszeiten sowie beim Wechsel von Tag und Nacht erscheinen die im Folgenden genannten Zahlen klein; als globale Änderung des Klimas bedeuten sie jedoch sehr viel; so lag beispielsweise die Durchschnittstemperatur auf der Erde während der letzten Eiszeit nur um etwa 6 °C niedriger.
In dem Zusammenhang kommt eine 2020 veröffentlichte Studie auf der Basis einer detaillierten Auswertung von Paläo-Klimadaten zu dem Schluss, dass die im bisherigen 21. Jahrhundert aufgetretene Erwärmung die Temperaturwerte des Holozänen Klimaoptimums (vor etwa 8000 bis 6000 Jahren) mit hoher Wahrscheinlichkeit übertrifft.
Laut einer im Jahr 2016 erschienenen Publikation begann die globale Durchschnittstemperatur bereits seit dem Jahr 1830 aufgrund menschlicher Aktivitäten zu steigen. Dies wurde im Rahmen einer breit angelegten Studie gefunden, bei der eine große Zahl weltweit verteilter, paläoklimatologischer Anzeiger vergangener Zeiten (sogenannte Klimaproxys) ausgewertet wurden. Zu dieser Zeit gab es noch kein dichtes Netz von Temperaturmessstationen. Eine deutliche Erwärmungsphase war zwischen 1910 und 1945 zu beobachten, in der aufgrund der noch vergleichsweise geringen Konzentration von Treibhausgasen auch natürliche Schwankungen einen deutlichen Einfluss hatten. Am ausgeprägtesten ist jedoch die Erwärmung seit 1975.

#### Erwärmung der Ozeane

Die Grafik zeigt, wo die zusätzliche Energie bleibt, die sich durch die anthropogene Störung des Klimas im Erdsystem anreichert.

Neben der Luft haben sich auch die Ozeane erwärmt; sie haben über 90 % der zusätzlichen Wärmeenergie aufgenommen. Während sich die Ozeane von 1955 bis Mitte der 2000er Jahre aufgrund ihres enormen Volumens und ihrer großen Temperaturträgheit insgesamt nur um 0,04 K aufgeheizt haben, erhöhte sich ihre Oberflächentemperatur im selben Zeitraum um 0,6 K. Im Bereich von der Meeresoberfläche bis zu einer Tiefe von 75 Metern stieg die Temperatur von 1971 bis 2010 um durchschnittlich 0,11 K pro Jahrzehnt an.
Der Energieinhalt der Ozeane nahm zwischen Mitte der 1950er Jahre und 1998 um ca. 14,5 × 1022 Joule zu, was einer Heizleistung von 0,2 Watt pro m² der gesamten Erdoberfläche entspricht. Diese Energiemenge würde die unteren 10 Kilometer der Atmosphäre um 22 K erwärmen. Über den Zeitraum 1971 und 2016 lag die gemittelte Wärmeaufnahme der Ozeane bei einer Leistung von etwa 200 Terawatt und damit mehr als 10 Mal so hoch wie der komplette Weltenergieverbrauch der Menschheit.
Seit dem Jahr 2000 wird der Wärmeinhalt der Ozeane mit Hilfe des Argo-Programms vermessen, wodurch seit dieser Zeit erheblich genauere Daten über den Zustand wie auch die Veränderung von klimatologisch relevanten Messwerten (z. B. Wärmeinhalt, Salinität, Tiefenprofil) verfügbar sind. Die letzten zehn Jahre waren die wärmsten Jahre für die Ozeane seit Beginn der Messungen; 2019 das bisher wärmste. Anfang April 2023 erreichte die gemessene Meeresoberflächentemperatur einen Durchschnittswert von 21,1 Grad, was einem neuen Rekord entsprach. Mittlerweile maßen Forscher der National Oceanic and Atmospheric Administration (NOAA) Ende Juli im Nordatlantik eine Meeresoberflächentemperatur von 24,9 Grad Celsius – und das einige Wochen vor der üblichen Jahreshöchsttemperatur. Der wissenschaftliche Konsens ist eindeutig: Die Temperaturen werden im August „höchstwahrscheinlich“ weiter steigen und bisherige Temperaturrekorde erneut gebrochen werden.
Kommt es zu einem weitgehenden Stopp der anthropogen ausgestoßenen Klimagase („Klimaneutralität“), werden die Ozeane das Absinken der Erdtemperatur stark verlangsamen, da ihre hohen Wärmespeicherfähigkeit eine große Temperaturträgheit zur Folge hat.

#### Örtliche und zeitliche Verteilung der beobachteten Erwärmung

Die Nordhalbkugel (rot) erwärmte sich etwas stärker als die Südhalbkugel (blau); Grund dafür ist der größere Anteil an Landfläche auf der Nordhalbkugel, die sich schneller aufheizt als Ozeane.

Luft über Landflächen erwärmt sich allgemein stärker als über Wasserflächen, was in der Animation am Anfang dieses Artikels (zweite Stelle ganz oben rechts) erkennbar ist. Die Erwärmung der Landflächen zwischen 1970 und 2014 lag im Mittel bei 0,26 K pro Jahrzehnt und damit doppelt so hoch wie über dem Meer, das sich im selben Zeitraum um 0,13 K pro Dekade erwärmte. Aufgrund dieser unterschiedlichen schnellen Erwärmung von Land und See haben sich viele Regionen an Land bereits um mehr als 1,5 Grad Celsius erwärmt. Die Temperaturen auf der Nordhalbkugel, auf der sich der Großteil der Landflächen befindet, stiegen in den vergangenen 100 Jahren stärker an als auf der Südhalbkugel, wie auch die nebenstehende Grafik zeigt.
Die Nacht- und Wintertemperaturen stiegen etwas stärker an als die Tages- und Sommertemperaturen. Aufgeteilt nach Jahreszeiten wurde die größte Erwärmung während der Wintermonate gemessen, und dabei besonders stark über dem westlichen Nordamerika, Skandinavien und Sibirien. Im Frühling stiegen die Temperaturen am stärksten in Europa sowie in Nord- und Ostasien an. Im Sommer waren Europa und Nordafrika am stärksten betroffen, und im Herbst entfiel die größte Steigerung auf den Norden Nordamerikas, Grönland und Ostasien. Besonders markant fiel die Erwärmung in der Arktis aus, wo sie seit Mitte der 1980er Jahre mindestens doppelt so schnell verlief wie im globalen Durchschnitt.
Die Erwärmung ist weltweit (mit Ausnahme weniger Regionen) seit 1979 nachweisbar.
Für die verschiedenen Luftschichten der Erdatmosphäre wird theoretisch eine unterschiedliche Erwärmung erwartet und faktisch auch gemessen. Während sich die Erdoberfläche und die niedrige bis mittlere Troposphäre erwärmen sollten, lassen Modelle für die höher gelegene Stratosphäre eine Abkühlung vermuten. Tatsächlich wurde genau dieses Muster in Messungen gefunden. Satellitendaten zeigen eine Abnahme der Temperatur der unteren Stratosphäre von 0,314 K pro Jahrzehnt in einem Zeitraum von 30 Jahren. Diese Abkühlung wird zum einen durch den verstärkten Treibhauseffekt und zum anderen durch Ozonschwund durch FCKWs in der Stratosphäre verursacht, siehe auch Montrealer Protokoll zum Schutz der Ozonschicht. Wäre die Sonne maßgebliche Ursache, hätten sich die oberflächennahen Schichten, die niedere bis mittlere Troposphäre und die Stratosphäre erwärmen müssen. Dies heißt nach gegenwärtigem Verständnis, dass der überwiegende Teil der beobachteten Erwärmung durch menschliche Aktivitäten verursacht sein muss.

#### Die zehn wärmsten Jahre seit 1880

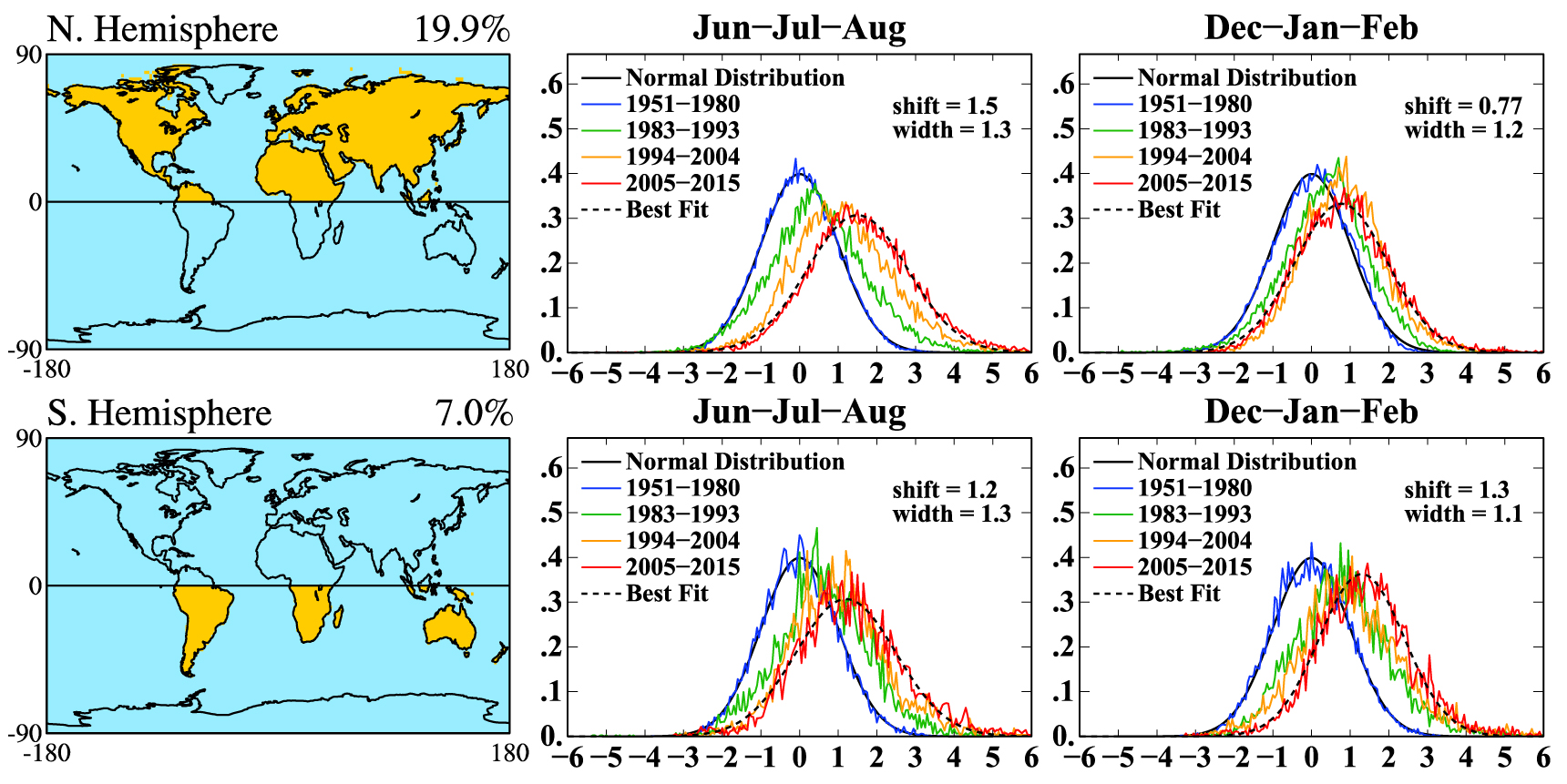
Beobachtete Verschiebung der Häufigkeitsverteilung: Aufgetragen ist die Verteilung von gemessenen Temperaturdaten vom Zeitraum 2005–2015 im Vergleich zur Normalperiode 1951–1980, nach Hansen und Sato 2016.

Die folgende Tabelle zeigt die zehn wärmsten Jahre im Zeitraum von 1880 bis 2024 – Abweichung von der langjährigen Durchschnittstemperatur (1901–2000) in °C
| Rang | Jahr | Abweichung |
| ---- | ---- | ---------- |
| 1    | 2024 | +1,29      |
| 2    | 2023 | +1,19      |
| 3    | 2016 | +1,03      |
| 4    | 2020 | +1,02      |
| 5    | 2019 | +0,98      |
| 6    | 2017 | +0,94      |
| 7    | 2015 | +0,91      |
| 8    | 2022 | +0,90      |
| 9    | 2018 | +0,87      |
| 9    | 2021 | +0,87      |

| Rang | Jahr | Abweichung |
| ---- | ---- | ---------- |
| 1    | 2024 | +1,98      |
| 2    | 2023 | +1,81      |
| 3    | 2020 | +1,67      |
| 4    | 2016 | +1,64      |
| 5    | 2019 | +1,52      |
| 6    | 2017 | +1,48      |
| 7    | 2022 | +1,41      |
| 8    | 2021 | +1,39      |
| 9    | 2018 | +1,35      |
| 10   | 2015 | +1,34      |

#### Zeitweise Abkühlung oder Pause in der globalen Erwärmung
Auch bei Annahme einer Erwärmung um 4 K bis zum Ende des 21. Jahrhunderts wird es im Verlauf immer wieder Phasen der Stagnation oder sogar der Abkühlung geben. Diese Phasen können bis zu ca. 15 Jahre andauern. Ursachen sind der elfjährige Sonnenfleckenzyklus, kühlende starke Vulkanausbrüche sowie die natürliche Eigenschaft des Weltklimas, einen schwingenden Temperaturverlauf zu zeigen (AMO, PDO, ENSO). So kann beispielsweise das Auftreten von El-Niño- bzw. La-Niña-Ereignissen die globale Durchschnittstemperatur von einem Jahr auf das andere um 0,2 K erhöhen bzw. absenken und für wenige Jahre den jährlichen Erwärmungstrend von ca. 0,02 K überdecken, aber auch verstärken.

### Rückkopplungen
Das globale Klimasystem ist als komplexes System von Rückkopplungen geprägt, die Temperaturveränderungen verstärken oder abschwächen. Eine die Ursache verstärkende Rückkopplung wird als positive Rückkopplung bezeichnet. Bei bestimmten Zuständen des globalen Klimageschehens sind nach heutigem Kenntnisstand die positiven Rückkopplungen deutlich stärker als die negativen Rückkopplungen, so dass das Klimasystem in einen anderen Zustand kippen kann.
Die beiden stärksten, positiv wirkenden Rückkopplungsprozesse sind die Eis-Albedo-Rückkopplung und die Wasserdampf-Rückkopplung. Ein Abschmelzen der Polkappen bewirkt durch verminderte Reflexion einen zusätzlichen Energieeintrag über die Eis-Albedo-Rückkopplung. Die Wasserdampfrückkopplung entsteht dadurch, dass die Atmosphäre bei höheren Temperaturen mehr Wasserdampf enthält. Da Wasserdampf das mit Abstand mächtigste Treibhausgas ist, wird dadurch ein eingeleiteter Erwärmungsprozess weiter verstärkt – unabhängig davon, was diese Erwärmung letztlich ausgelöst hat. Gleiches gilt auch bei einer Abkühlung, die durch dieselben Prozesse weiter verstärkt wird. Zur quantitativen Beschreibung der Reaktion des Klimas auf Veränderungen der Strahlungsbilanz wurde der Begriff der Klimasensitivität etabliert. Mit ihr lassen sich unterschiedliche Einflussgrößen gut miteinander vergleichen.
Eine weitere positive Rückkopplung erfolgt durch das CO2 selbst. Mit zunehmender Erderwärmung wird auch das Wasser in den Ozeanen wärmer und kann dadurch weniger CO2 aufnehmen. Als Folge davon kann vermehrt CO2 in die Atmosphäre gelangen, was den Treibhauseffekt zusätzlich verstärken kann. Zurzeit nehmen die Ozeane aber jährlich noch rund 2 Gt Kohlenstoff (das entspricht rund 7,3 Gt CO2) mehr auf als sie im gleichen Zeitraum an die Atmosphäre abgeben, siehe Versauerung der Meere.
Neben diesen drei physikalisch gut verstandenen Rückkopplungen existieren jedoch noch weitere Rückkopplungsfaktoren, deren Wirken weit schwieriger abschätzbar ist, insbesondere bezüglich der Wolken, der Vegetation und des Bodens.

#### Bedeutung von Wolken für das Klima

Niedrige Wolken kühlen die Erde durch ihre Sonnenreflexion, hohe Wolken erwärmen die Erde.

Wolken beeinflussen das Klima der Erde maßgeblich, indem sie einen Teil der einfallenden Strahlung reflektieren. Strahlung, die von der Sonne kommt, wird zurück ins All, Strahlung darunter liegender Atmosphärenschichten in Richtung Boden reflektiert. Die Helligkeit der Wolken stammt von kurzwelliger Strahlung im sichtbaren Wellenlängenbereich.
Eine größere optische Dicke niedriger Wolken bewirkt, dass mehr Energie ins All zurückgestrahlt wird; die Temperatur der Erde sinkt. Umgekehrt lassen weniger dichte Wolken mehr Sonnenstrahlung passieren, was darunter liegende Atmosphärenschichten wärmt. Niedrige Wolken sind oft dicht und reflektieren viel Sonnenlicht zurück in den Weltraum. Da die Temperaturen in tiefen Schichten der Atmosphäre höher sind, strahlen die Wolken deshalb mehr Wärme ab. Die Tendenz niedriger Wolken ist daher, die Erde zu kühlen.
Hohe Wolken sind meist dünn und nicht sehr reflektierend. Sie lassen zwar einen Großteil des Sonnenlichts durch, vermindern die Sonneneinstrahlung daher nur etwas, reflektieren nachts aber einen Teil der Wärmeabstrahlung der Erdoberfläche, wodurch die nächtliche Abkühlung etwas vermindert wird. Da sie sehr hoch liegen, wo die Lufttemperatur sehr niedrig ist, strahlen diese Wolken nicht viel Wärme ab. Die Tendenz hoher Wolken ist, die Erde nachts ein wenig zu erwärmen.
Die Vegetation und die Beschaffenheit des Bodens und insbesondere seine Versiegelung, Entwaldung oder landwirtschaftliche Nutzung haben maßgeblichen Einfluss auf die Verdunstung und somit auf die Wolkenbildung und das Klima. Nachgewiesen wurde ebenfalls eine Verminderung der Wolkenbildung durch Pflanzen: diese emittieren bei einem CO2-Anstieg bis zu 15 Prozent weniger Wasserdampf; das wiederum reduziert die Wolkenbildung.
Insgesamt wird die globale Erwärmung durch Wolken-Rückkopplungen wahrscheinlich noch verstärkt. Eine 2019 veröffentlichte Simulation deutet darauf hin, dass bei einer CO2-Konzentration über 1.200 ppm Stratocumuluswolken in verstreute Wolken zerfallen könnten, was die globale Erwärmung weiter vorantreiben würde. Auch eine 2024 veröffentlichte Studie des Alfred-Wegener-Instituts, Helmholtz-Zentrum für Polar- und Meeresforschung (AWI) kommt zu dem Schluss, dass der Rückgang niedriger Wolken in den mittleren Breiten der Nordhalbkugel und den Tropen die Albedo der Erde verringert und damit zu einer Verstärkung der globalen Erwärmung beiträgt.

#### Einfluss der Vegetation und des Bodens

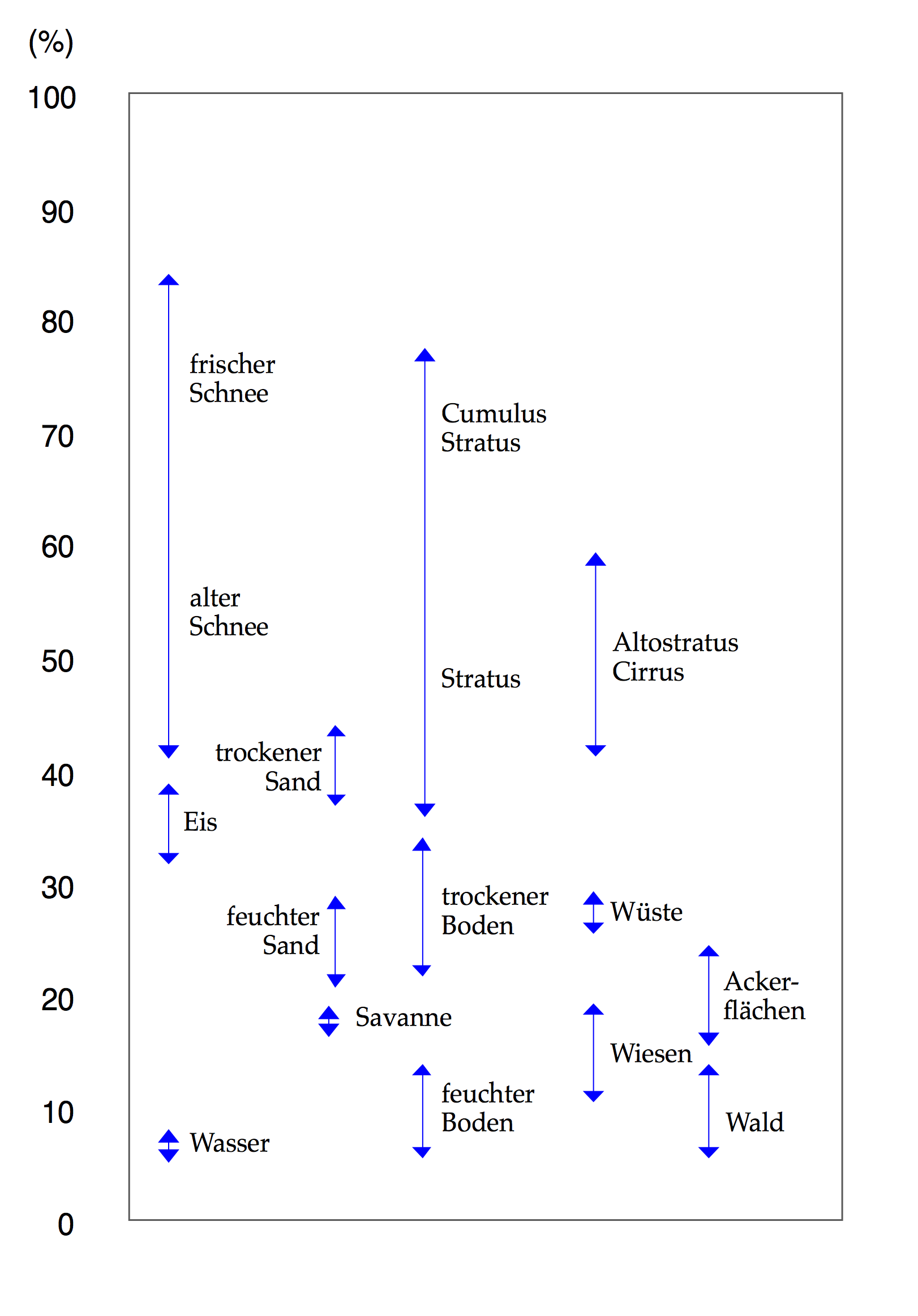
Prozent des reflektierten Sonnenlichtes in Abhängigkeit von unterschiedlichen Erdoberflächenbeschaffenheiten

Vegetation und Boden reflektieren je nach Beschaffenheit das einfallende Sonnenlicht unterschiedlich. Reflektiertes Sonnenlicht wird als kurzwellige Sonnenstrahlung in den Weltraum zurückgeworfen (anderenfalls wäre die Erdoberfläche aus Sicht des Weltalls ohne Infrarotkamera schwarz). Die Albedo ist ein Maß für das Rückstrahlvermögen von diffus reflektierenden (reemittierenden), also nicht spiegelnden und nicht selbst leuchtenden Oberflächen.
| Oberflächen          | Albedo in % |
| -------------------- | ----------- |
| Siedlungen           | 15 bis 20   |
| Tropischer Regenwald | 10 bis 12   |
| Laubwald             | 12 bis 15   |
| Kulturflächen        | 15 bis 30   |
| Grünland             | 12 bis 30   |
| Ackerboden           | 15 bis 30   |
| Sandboden            | 15 bis 40   |
| Dünensand            | 30 bis 60   |
| Gletschereis         | 30 bis 75   |
| Asphalt              | 15          |
| Wolken               | 60 bis 90   |
| Wasser               | 5 bis 22    |

Nicht nur der Verbrauch von fossilen Energieträgern führt zu einer Freisetzung von Treibhausgasen. Die intensive Bestellung von Ackerland und die Entwaldung sind ebenfalls bedeutende Treibhausgasquellen. Die Vegetation benötigt für den Prozess der Photosynthese CO2 zum Wachsen. Der Boden ist eine wichtige Kohlenstoffsenke, da er organisches, kohlenstoffhaltiges Material enthält. Durch ackerbauliche Tätigkeiten wie Pflügen wird dieser gespeicherte Kohlenstoff leichter in Form von CO2 freigesetzt, weil mehr Sauerstoff in den Boden eintreten kann und das organische Material schneller zersetzt wird. Wahrscheinlich nimmt bei steigender Temperatur die Freisetzung von Methan aus Feuchtgebieten zu; über die Höhe der Freisetzung herrscht (Stand 2013) noch Ungewissheit.
Im Permafrost Westsibiriens lagern 70 Milliarden Tonnen Methan, in Ozeanen haben sich an den Kontinentalhängen noch viel größere Mengen in Form von Methanhydrat abgelagert. Durch tauenden Permafrostboden wird Kohlenstoff in Form von Kohlenstoffdioxid und Methan in die Atmosphäre freigesetzt und auch Lachgas emittiert, was wiederum die Erderwärmung verstärkt. Allerdings gehen die Forschungsergebnisse hinsichtlich Zeitpunkt, Menge und Form dieses Treibhausgas-Ausstoßes noch auseinander. Gemäß IPCC werden pro Grad Erderwärmung zwischen 3 und 41 Petagramm Kohlenstoff bis 2100 freigesetzt, eine Menge, die kleiner ist als durch fossile Energienutzung, aber groß genug, um ein relevanter Faktor bei der Berechnung des verbleibenden CO2-Budgets zu sein.

### Prognostizierte Erwärmung

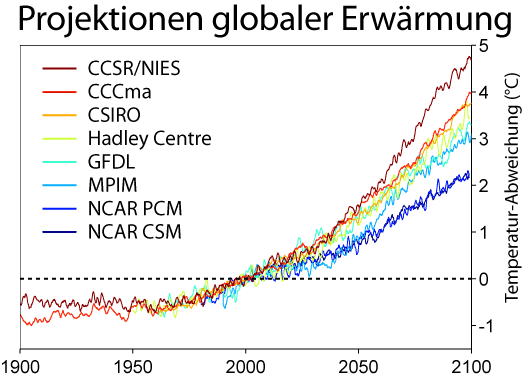
Hochrechnungen der Temperaturentwicklung bis 2100, Stand etwa 2005.

Bei einer Verdoppelung der CO2-Konzentration in der Atmosphäre gehen Klimaforscher davon aus, dass sich die Erdmitteltemperatur um 3 K erhöht; das zugehörige Konfidenzintervall (likely range) wird mit 2,5 K bis 4 K angegeben.:11 Dieser Wert ist auch als Klimasensitivität bekannt und ist auf das vorindustrielle Niveau (von 1750) bezogen, ebenso wie der dafür maßgebende Strahlungsantrieb. Mit dieser Größe werden alle bekannten, die Strahlungsbilanz der Erde beeinflussenden Faktoren vom IPCC quantitativ beschrieben und vergleichbar gemacht. Das IPCC rechnet gemäß 5. Sachstandsbericht bis zum Jahr 2100 mit einer Zunahme der globalen Durchschnittstemperatur um 1,0 bis 3,7 K (bezogen auf 1986–2005 und abhängig vom THG-Emissionspfad und angewandtem Klimamodell).:61 Zum Vergleich: Die schnellste Erwärmung im Verlauf von der letzten Eiszeit zur heutigen Warmzeit war eine Erwärmung um etwa ein Grad pro 1000 Jahre.
Nach einer Studie an der Carnegie Institution for Science, in der die Ergebnisse eines Kohlenstoff-Zyklus-Modells mit Daten aus Vergleichsuntersuchungen zwischen Klimamodellen des fünften IPCC-Sachstandsberichts ausgewertet wurden, reagiert das globale Klimasystem auf einen CO2-Eintrag mit einer zeitlichen Verzögerung von etwa 10 Jahren mit einer Sprungfunktion;:94 das bedeutet, dass die Erwärmung nach etwa 10 Jahren ihr Maximum erreicht und dann für sehr lange Zeiträume dort verharrt.
Der Climate Action Tracker gibt die wahrscheinlichste, bis zum Ende dieses Jahrhunderts zu erwartende Erderwärmung an. Demnach ist die Welt aktuell (November 2024) auf dem Weg zu einer Erwärmung um 2,1 °C bzw. 2,7 °C im Vergleich zur vorindustriellen globalen Durchschnittstemperatur. Zur Berechnung dieses Wertes werden die Selbstverpflichtungen der wichtigsten Emittenten, die Treibhausgasemissionen zu verringern, in ein Klimamodell eingespeist.

#### Langfristige Betrachtung und daraus resultierende Konsequenzen
Nach einer im Jahr 2009 erschienenen Studie wird die gegenwärtig bereits angestoßene Erwärmung noch für mindestens 1000 Jahre irreversibel sein, selbst wenn heute alle Treibhausgasemissionen vollständig gestoppt würden. In weiteren Szenarien wurden die Emissionen schrittweise bis zum Ende unseres Jahrhunderts fortgesetzt und dann ebenfalls abrupt beendet. Dabei wurden wesentliche Annahmen und Aussagen, die im 4. IPCC-Bericht über die folgenden 1000 Jahre gemacht wurden, bestätigt und verfeinert. Langfristige Klimasimulationen deuten darauf hin, dass sich die von einer erhöhten Kohlenstoffdioxidkonzentration aufgeheizte Erde nur um ca. ein Grad pro 12.000 Jahre abkühlen wird.
Ein komplettes Verbrennen der fossilen Energieressourcen, die konservativ auf 5 Billionen Tonnen Kohlenstoff geschätzt werden, würde hingegen zu einem weltweiten Temperaturanstieg von ca. 6,4 bis 9,5 °C führen, was sehr starke negative Auswirkungen auf Ökosysteme, menschliche Gesundheit, Landwirtschaft, die Wirtschaft usw. hätte. Würden neben konventionellen auch unkonventionelle Ressourcen verbrannt, könnte die Kohlendioxidkonzentration in der Erdatmosphäre bis auf ca. 5000 ppm bis zum Jahr 2400 ansteigen. Neben einer enormen Temperaturerhöhung würde hierbei der Antarktische Eisschild fast vollständig abschmelzen, womit der Meeresspiegel auch ohne Einberechnung des grönländischen Eisschildes um ca. 58 m steigen würde.

## Forschungsstand

### Wissenschaftsgeschichte

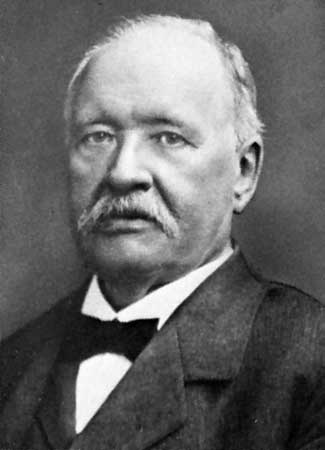
Svante Arrhenius, einer der Pioniere in der Geschichte der Wissenschaft über die globale Erwärmung

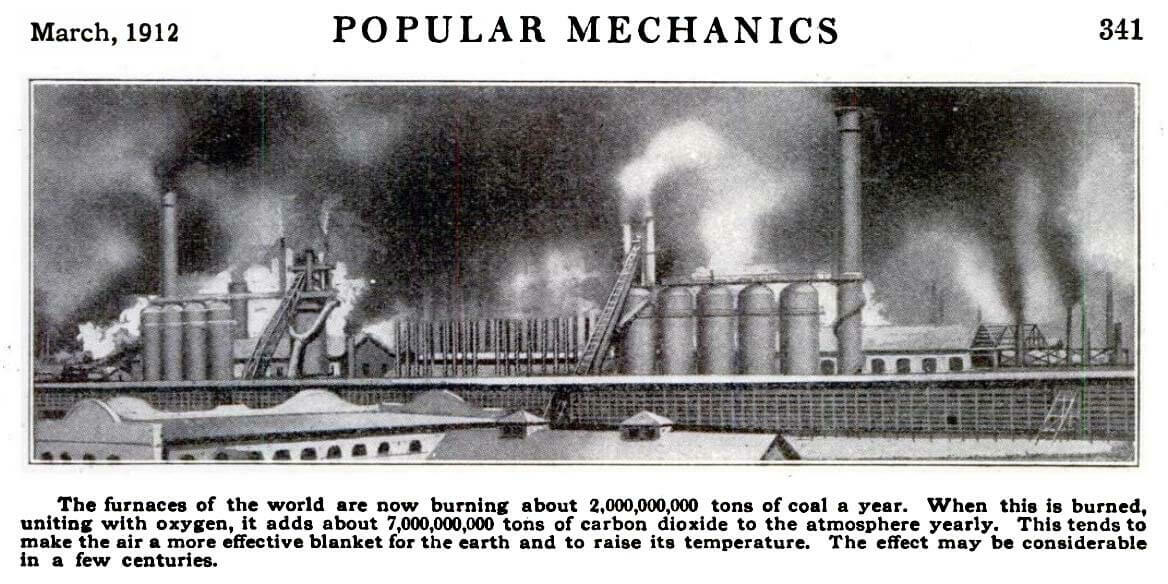
Artikel in Popular Mechanics (veröffentlicht im März 1912), der die Prinzipien der globalen Erwärmung beschreibt:
„Die Öfen der Welt verbrennen derzeit etwa 2.000.000.000 Tonnen Kohle pro Jahr. Wenn diese Kohle verbrannt wird und sich mit Sauerstoff verbindet, werden der Atmosphäre jährlich etwa 7.000.000.000 Tonnen Kohlendioxid hinzugefügt. Dies führt dazu, dass die Luft eine effektivere Decke für die Erde bildet und ihre Temperatur ansteigt. Der Effekt kann in einigen Jahrhunderten beträchtlich sein.“

Im Jahr 1824 entdeckte Jean Baptiste Joseph Fourier den Treibhauseffekt. Eunice Newton Foote untersuchte als erste experimentell die Wirkung von Sonnenbestrahlung auf luftdicht verschlossene Glasröhren, die mit verschiedenen Gasen gefüllt waren. Sie wies die Absorption von Wärmestrahlung durch Kohlenstoffdioxid und Wasserdampf nach, erkannte darin eine mögliche Ursache für Klimawandel-Ereignisse und veröffentlichte ihre Ergebnisse 1856. Dies wurde erst 2010 bekannt. John Tyndall gelang es 1859, konkret die Absorption der von der Erdoberfläche ausgehenden langwelligen Infrarotstrahlung durch Treibhausgase nachzuweisen; er bestimmte die relative Bedeutung von Wasserdampf gegenüber Kohlenstoffdioxid und Methan für den natürlichen Treibhauseffekt. An Tyndall anknüpfend veröffentlichte Svante Arrhenius 1896 die Hypothese, dass die anthropogene CO2-Anreicherung in der Atmosphäre die Erdtemperatur erhöhen könne. Damals begann die „Wissenschaft von der globalen Erwärmung“ im engeren Sinne.
Im Jahr 1908 publizierte der britische Meteorologe und spätere Präsident der Royal Meteorological Society Ernest Gold (1881–1976) einen Aufsatz zur Stratosphäre. Er schrieb darin, dass die Temperatur der Tropopause mit steigender CO2-Konzentration steigt. Dies ist ein Kennzeichen der globalen Erwärmung, das fast ein Jahrhundert später auch gemessen werden konnte.
In den späten 1950er Jahren wurde erstmals nachgewiesen, dass der Kohlenstoffdioxidgehalt der Atmosphäre ansteigt. Auf Initiative von Roger Revelle startete Charles David Keeling 1958 auf dem Berg Mauna Loa (Hawaii, Big Island) regelmäßige Messungen des CO2-Gehalts der Atmosphäre (Keeling-Kurve). Gilbert Plass nutzte 1956 erstmals Computer und erheblich genauere Absorptionsspektren des CO2 zur Berechnung der zu erwartenden Erwärmung. Er erhielt 3,6 K (3,6 °C) als Wert für die Klimasensitivität. Bei diesem Wert handelt es sich um die Zunahme der Durchschnittstemperatur auf der Erde, wenn sich die CO2-Konzentration von 280 ppm (vorindustrieller Zustand) verdoppelt, d. h. 560 ppm beträgt.
Die ersten Computerprogramme zur Modellierung des Weltklimas wurden Ende der 1960er Jahre geschrieben.
1979 schrieb die National Academy of Sciences der USA im „Charney-Report“, dass ein Anstieg der Kohlenstoffdioxidkonzentration ohne Zweifel mit einer signifikanten Erwärmung verknüpft sei; deutliche Effekte seien aufgrund der Trägheit des Klimasystems jedoch erst in einigen Jahrzehnten zu erwarten.
Der US-Klimaforscher James E. Hansen sagte am 23. Juni 1988 vor dem Energy and Natural Resources Committee des US-Senats, er sei zu 99 Prozent davon überzeugt, dass die jeweilige Jahresrekordtemperatur nicht das Resultat natürlicher Schwankungen sei. Dies gilt als die erste derartige Äußerung eines Wissenschaftlers vor einem politischen Gremium. Bereits in dieser Sitzung wurden Forderungen nach politischen Maßnahmen gestellt, um die globale Erwärmung zu verlangsamen. Im November 1988 wurde der Weltklimarat (IPCC) gegründet, der den politischen Entscheidungsträgern und Regierungen zuarbeiten soll. Im IPCC wird der wissenschaftliche Erkenntnisstand zur globalen Erwärmung und zum anthropogenen Anteil daran diskutiert, abgestimmt und in Berichten zusammengefasst.

### Anthropogene globale Erwärmung im Kontext der Erdgeschichte
Die Erforschung von Ursachen und Folgen der globalen Erwärmung ist seit ihrem Beginn eng mit der Analyse der klimatischen Bedingungen vergangener Zeiten verknüpft. Svante Arrhenius, der als Erster darauf hinwies, dass der Mensch durch die Emission von CO2 die Erde erwärmt, erkannte bei der Suche nach den Ursachen der Eiszeiten den klimatischen Einfluss wechselnder Konzentrationen von Kohlenstoffdioxid in der Erdatmosphäre.
So wie Erdbeben und Vulkanausbrüche sind auch Klimawandel etwas Natürliches. Seit der Entstehung der Erde hat sich das Erdklima ständig verändert, und es wird sich auch künftig ändern. In erster Linie verantwortlich dafür waren eine wechselnde Konzentration und Zusammensetzung der Treibhausgase in der Atmosphäre durch die unterschiedliche Intensität von Vulkanismus und Erosion. Weitere klimawirksame Faktoren sind die variable Sonneneinstrahlung, unter anderem durch die Milanković-Zyklen, sowie eine durch die Plattentektonik verursachte permanente Umgestaltung und Verschiebung der Kontinente. Landmassen an den Polen förderten die Bildung von Eiskappen, und veränderte Meeresströmungen lenkten Wärme entweder von den Polen weg oder zu diesen hin und beeinflussten auf diese Weise die Stärke der sehr mächtigen Eis-Albedo-Rückkopplung.
Obwohl Leuchtkraft und Strahlungsleistung der Sonne am Beginn der Erdgeschichte etwa 30 Prozent geringer als heute waren, herrschten in der gesamten Zeit Bedingungen, unter denen flüssiges Wasser existieren konnte. Dieses Phänomen (Paradoxon der schwachen jungen Sonne) führte in den 1980er Jahren zur Hypothese eines „CO2-Thermostats“: Es hielt die Temperaturen der Erde über Jahrmilliarden konstant in Bereichen, in denen Leben auf der Erde möglich war. Wenn Vulkane vermehrt CO2 ausstießen, so dass die Temperaturen anstiegen, erhöhte sich der Grad der Verwitterung, wodurch mehr CO2 gebunden wurde. War die Erde kalt und die Konzentration des Treibhausgases gering, wurde die Verwitterung durch die Vereisung weiter Landflächen stark verringert. Das durch den Vulkanismus weiter in die Atmosphäre strömende Treibhausgas reicherte sich dort bis zu einem gewissen Kipppunkt an und verursachte dann ein globales Tauwetter. Der Nachteil dieses Mechanismus besteht darin, dass er mehrere Jahrtausende für die Korrektur von Treibhausgaskonzentrationen und Temperaturen benötigt, und es sind mehrere Fälle bekannt, bei denen er versagte.
Man nimmt an, dass die große Sauerstoffkatastrophe vor 2,3 Milliarden Jahren einen Zusammenbruch der Methankonzentration in der Atmosphäre bewirkte. Dies verminderte den Treibhauseffekt so stark, dass daraus eine großflächige und lang andauernde Vereisung der Erde während der Huronischen Eiszeit resultierte. Im Verlauf – vermutlich mehrerer – Schneeball-Erde-Ereignisse während des Neoproterozoikums vor rund 750 bis 635 Millionen Jahren fror die Erdoberfläche erneut fast vollkommen zu.
Das letzte derartige Ereignis fand unmittelbar vor der kambrischen Explosion vor 640 Millionen Jahren statt und wird Marinoische Eiszeit genannt. Die helle Oberfläche der fast vollständig gefrorenen Erde reflektierte nahezu die gesamte einfallende Sonnenenergie zurück ins All und hielt die Erde so im Eiszeitzustand gefangen; dies änderte sich erst, als die Konzentration von Kohlenstoffdioxid in der Erdatmosphäre, bedingt durch den unter dem Eis fortdauernden Vulkanismus, auf extrem hohe Werte gestiegen war. Da das CO2-Thermostat auf Veränderungen nur träge reagiert, taute die Erde nicht nur auf, sondern stürzte in der Folge für einige Jahrzehntausende in das andere Extrem eines Supertreibhauses. Das Ausmaß der Vereisung ist jedoch in der Wissenschaft umstritten, weil Klimadaten aus dieser Zeit ungenau und lückenhaft sind. Nach neueren Untersuchungen trat eine ähnliche Konstellation am Karbon-Perm-Übergang vor etwa 300 Millionen Jahren ein, als sich die atmosphärische Kohlenstoffdioxid-Konzentration auf ein Minimum von wahrscheinlich 100 ppm verringerte. Dadurch rückte das Erdklimasystem in die unmittelbare Nähe jenes Kipppunkts, der den Planeten in den Klimazustand einer globalen Vereisung überführt hätte.
Hingegen war die Erde zur Zeit des wahrscheinlich größten Massenaussterbens vor 252 Millionen Jahren ein Supertreibhaus mit sehr viel höheren Temperaturen als heute. Diese drastische Temperaturerhöhung, die an der Perm-Trias-Grenze fast alles Leben auf der Erde auslöschte, wurde sehr wahrscheinlich von einer lang andauernden intensiven Vulkantätigkeit verursacht, die zur Entstehung des sibirischen Trapps führte. Aktuelle Isotopenuntersuchungen deuten darauf hin, dass sich die damaligen Meere innerhalb eines relativ kurzen Zeitraums um bis zu 8 K erwärmten und parallel dazu stark versauerten. Während dieser und anderer Phasen extrem hoher Temperaturen enthielten die Ozeane zu großen Teilen keinen Sauerstoff. Derartige ozeanische anoxische Ereignisse wiederholten sich in der Erdgeschichte mehrfach. Man weiß heute, dass sowohl Phasen starker Abkühlung, wie beispielsweise während der Grande Coupure, als auch rapide Erwärmungen von Massenaussterben begleitet wurden. Der Paläontologe Peter Ward behauptet sogar, dass alle bekannten Massenaussterben der Erdgeschichte mit Ausnahme des KT-Impakts durch Klimakrisen ausgelöst wurden.

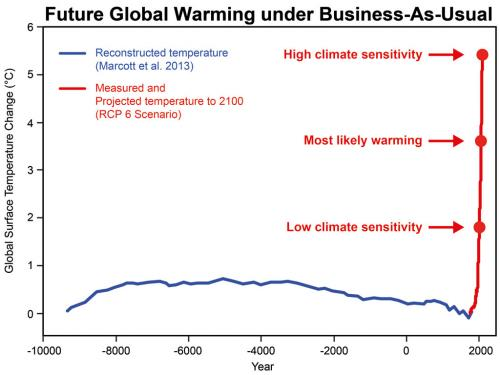
Globaler Anstieg der Durchschnittstemperaturen der letzten 10.000 Jahre seit der Neolithischen Revolution sowie der zum Ende des 21. Jahrhunderts erwartete Temperaturanstieg für drei unterschiedliche Annahmen zur Klimasensitivität bei ungebremsten Emissionen („Business as usual“-Szenario)

Das Klima der letzten 10.000 Jahre war im Vergleich zu den häufigen und starken Schwankungen der vorangegangenen Jahrtausende ungewöhnlich stabil. Diese Stabilität gilt als Grundvoraussetzung für die Entwicklung und den Fortbestand der menschlichen Zivilisation. Zuletzt kam es während des Paläozän/Eozän-Temperaturmaximums und beim Eocene Thermal Maximum 2 zu einer schnellen und starken globalen Erwärmung, die von einem massiven Eintrag von Kohlenstoff (CO2 und/oder Methan) in die Atmosphäre verursacht wurde. Diese Epochen sind daher Gegenstand intensiver Forschungen, um daraus Erkenntnisse über mögliche Auswirkungen der laufenden menschengemachten Erwärmung zu gewinnen.
Der laufende und für die kommenden Jahre erwartete Klimawandel hat möglicherweise das Ausmaß großer Klimaveränderungen der Erdgeschichte, die vorhergesagte kommende Temperaturänderung läuft aber mindestens um einen Faktor 20 schneller ab als in allen globalen Klimawandeln der letzten 65 Millionen Jahre. Betrachtet man die Geschwindigkeit der Erwärmungsphasen von Eiszeiten zu Zwischeneiszeiten, wie sie in den letzten ca. 500.000 Jahren fünfmal vorkamen, so kam es dort jeweils zu Phasen der schnellen Erwärmung. Diese Phasen dauerten jeweils ca. 10.000 Jahre an und waren durch einen Anstieg von insgesamt ca. 4 bis 5 °C gekennzeichnet. Bei der derzeitigen menschengemachten Erwärmung wurde der Anstieg, ohne erhebliche Maßnahmen zum Klimaschutz, ebenfalls mit ca. 4 bis 5 °C berechnet – nur dass dieser Prozess in 100 statt 10.000 Jahren abläuft.
Anhand der bald zweihundert Jahre umfassenden Datenlage und Forschung ist davon auszugehen, dass die Epoche des Pliozäns ein analoges Beispiel für die nähere Zukunft unseres Planeten sein kann. Der Kohlenstoffdioxid-Gehalt der Atmosphäre im mittleren Pliozän wurde mit Hilfe der Isotopenuntersuchung von Δ13C ermittelt und lag damals im Bereich von 400 ppm, das entspricht der Konzentration des Jahres 2015. Mit Hilfe von Klimaproxies sind Temperatur und Meeresspiegel der Zeit vor 5 Millionen Jahren rekonstruierbar. Zum Beginn des Pliozäns lag die globale Durchschnittstemperatur um 2 K höher als im Holozän; die globale Jahresdurchschnittstemperatur reagiert aufgrund der enormen Wärmekapazität der Weltmeere sehr träge auf Änderungen des Strahlungsantriebs und so ist sie seit Beginn der industriellen Revolution erst um ca. 1 K angestiegen.
Die Erwärmung führt unter anderem zu einem Meeresspiegelanstieg. Der Meeresspiegel lag in der Mitte des Pliozäns um rund 20 Meter höher als heute.

Der Intergovernmental Panel on Climate Change (IPCC) fasst im Abstand von einigen Jahren den wissenschaftlichen Kenntnisstand über die globale Erwärmung zusammen.

### Intergovernmental Panel on Climate Change (IPCC)
Der Intergovernmental Panel on Climate Change (IPCC) wurde 1988 vom Umweltprogramm der Vereinten Nationen (UNEP) gemeinsam mit der Weltorganisation für Meteorologie (WMO) eingerichtet und ist der 1992 abgeschlossenen Klimarahmenkonvention beigeordnet. Der IPCC fasst für seine im Abstand von etwa sechs Jahren erscheinenden Berichte die weltweiten Forschungsergebnisse auf dem Gebiet der Klimaveränderung zusammen und bildet damit den aktuellen Stand des Wissens in der Klimatologie ab.
Die Organisation wurde 2007, gemeinsam mit dem ehemaligen US-Vizepräsidenten Al Gore, mit dem Friedensnobelpreis ausgezeichnet. Der Sechste Sachstandsbericht erschien in den Jahren 2021 bis 2023.

## Wie sicher sind die Erkenntnisse zur globalen Erwärmung?

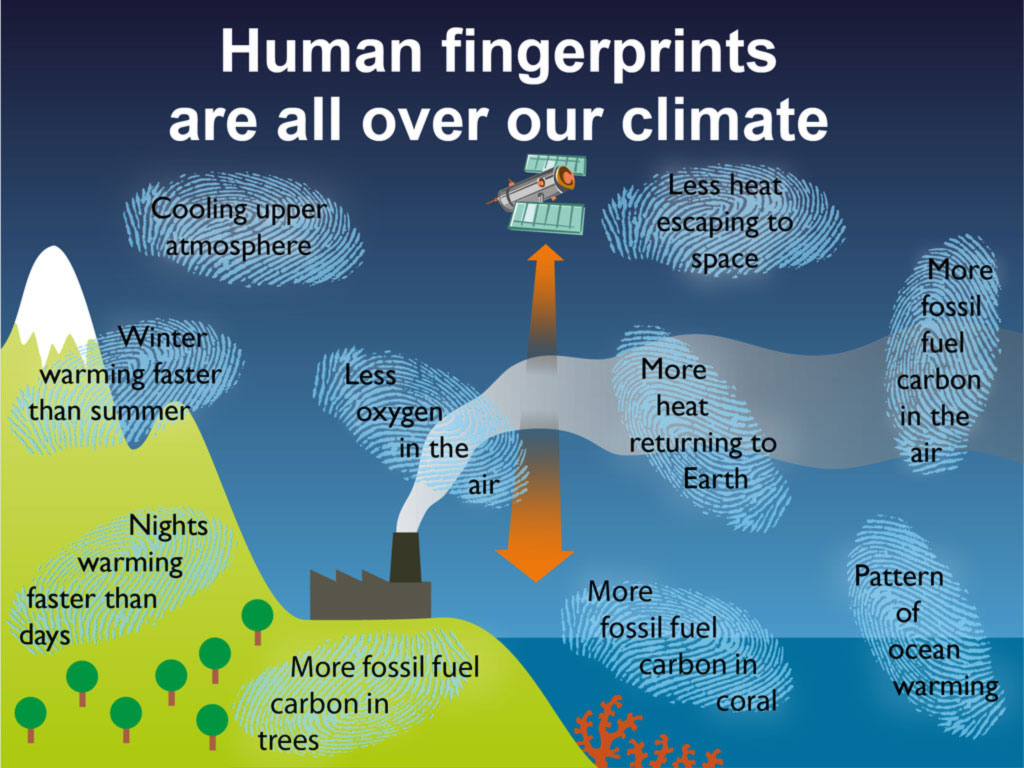
Auswahl verschiedener dezidiert menschlicher Fingerabdrücke der gegenwärtig stattfindenden globalen Erwärmung

Seit der Entdeckung des Treibhauseffektes in der Atmosphäre 1824 durch Jean Baptiste Joseph Fourier und der Beschreibung der Treibhauswirkung von Wasserdampf und Kohlenstoffdioxid 1862 durch John Tyndall ist die wissenschaftliche Erforschung des Erd-Klimasystems immer präziser geworden. Inzwischen existiert eine „erdrückend[e] Beweislage“, dass die globale Erwärmung real ist, menschengemacht ist und eine große Bedrohung darstellt.
Seit 150 Jahren ist die wärmende Wirkung von Treibhausgasen bekannt, deren Konzentrationsanstieg in der Erdatmosphäre dann Mitte der 1950er Jahre sicher nachgewiesen werden konnte. Die seit Mitte der 1970er Jahre festgestellte, ausgeprägte und bis heute ununterbrochene Erwärmung der Atmosphäre kann mit Hilfe der seitdem deutlich verbesserten Messtechnik nicht primär auf solare Einflüsse oder andere natürliche Faktoren zurückgeführt werden, da sich diese seit dieser Zeit nur minimal veränderten. Grundlegende Forschungen zur Auswirkung der Treibhausgase stammen vom Ozeanographen Veerabhadran Ramanathan aus der Mitte der 1970er Jahre.
Mehrere Hunderttausend klimatologischer Artikel wurden seitdem veröffentlicht, von denen die große Mehrheit (etwa 97 %) den wissenschaftlichen Konsens zum Klimawandel stützt. Prognosen und Berechnungen, die vor Jahrzehnten getätigt wurden, streuten noch recht groß, haben insgesamt den Trend aber überraschend gut getroffen. Werden die Modelle mit neueren Messwerten gerechnet, vor allem der Strahlungsbilanz zwischen oberer Atmosphäre und dem Weltraum, dann sinkt die Streuung zwischen den Modellen und der Mittelwert für die Erwärmung zum Ende des Jahrhunderts steigt etwas.

### Trends und exakte Zeitpunkte
Man unterscheidet in der Klimaforschung zwischen Trend und Zeitpunkt und berechnet dafür die Eintrittswahrscheinlichkeiten. Im Themenumfeld der globalen Erwärmung ist beispielsweise Folgendes nicht genau bekannt: Mehrere Ereignis-Zeitpunkte, darunter der Zeitpunkt, an dem die Arktis im 21. Jahrhundert im Sommer eisfrei sein wird; der exakte Meeresspiegelanstieg bis zum Ende des 21. Jahrhunderts ist ebenfalls nicht bekannt. Unsicherheiten bestehen in der genauen Art, Form, dem Ort und der Verteilung von globalen Kipppunkten im Klimasystem und damit auch verbunden in der Kenntnis der genauen regionalen Auswirkungen der globalen Erwärmung. Die Mehrzahl der relevanten wissenschaftlichen Grundlagen gilt hingegen als sehr gut verstanden.

### Der wissenschaftliche Konsens zum Klimawandel

97 % aller Klimatologen stützten 2013 den wissenschaftlichen Konsens im Hinblick auf die menschengemachte Erderwärmung.

Der Themenkomplex der globalen Erwärmung war zunächst Gegenstand kontroverser Diskussionen mit wechselnden Schwerpunkten. Anfang des 20. Jahrhunderts überwog die Unsicherheit, ob die theoretisch vorhergesagte Erwärmung messtechnisch überhaupt nachweisbar sein würde. Als in den USA während der 1930er Jahre erstmals ein signifikanter Temperaturanstieg in einigen Regionen registriert wurde (→Dust Bowl), galt dies als ein starkes Indiz für eine Erderwärmung; es wurde allerdings bezweifelt, ob die Erwärmung tatsächlich anthropogen (von menschlichen Aktivitäten verursacht) war. Diese Zweifel werden von manchen vorgeblich klimaskeptischen Gruppierungen bis heute geäußert, gelegentlich wurde sogar eine globale Abkühlung für die kommenden Jahrzehnte prognostiziert, was Klimaforscher – auch angesichts der Rückkopplungen – für ausgeschlossen halten.
Unter Fachwissenschaftlern herrscht seit vielen Jahren ein Konsens bezüglich der menschengemachten globalen Erwärmung, der seit spätestens Anfang der 1990er Jahre besteht. Andere Quellen datieren die Schaffung des wissenschaftlichen Konsens bereits in die 1980er Jahre. So hielt z. B. der 1988 publizierte Zwischenbericht der Enquete-Kommission Vorsorge zum Schutz der Erdatmosphäre fest, dass schon auf der Klimakonferenz von Villach 1985 ein Konsens über Existenz und menschliche Ursache des Klimawandels erzielt worden sei:

„In Villach (Österreich, 1985) waren sich die Wissenschaftler aus aller Welt erstmals darin einig, daß sich die globale Durchschnittstemperatur in Erdbodennähe erhöhen wird. Konsensfähig war auch, daß die durch Menschen verursachte Zunahme der Konzentrationen klimarelevanter Treibhausgase in der Atmosphäre, vor allem der von Kohlendioxid (CO2), Methan (CH4), troposphärischem Ozon, Distickstoffoxid (N2O) und der Fluorchlorkohlenwasserstoffe (FCKW), zur Temperaturerhöhung führt.“

Der in den IPCC-Berichten zum Ausdruck gebrachte wissenschaftliche Konsens wird von den nationalen und internationalen Wissenschaftsakademien und allen G8-Ländern ausdrücklich geteilt. Auch die Wissenschaftler von diversen Industrieunternehmen der Energiebranche kamen intern zu den gleichen Schlussfolgerungen, auch wenn die Unternehmen den menschengemachten Klimawandel öffentlich teils über Jahrzehnte bestritten. Beispielsweise war die Lobbyorganisation der US-Erdöl- und Erdgasindustrie, das American Petroleum Institute, seit spätestens den 1950er Jahren über die (nach damaligem Forschungsstand) potentiell menschengemachte globale Erwärmung informiert, die US-Kohleindustrie seit spätestens den 1960er Jahren, US-Elektrizitätsversorgungsunternehmen, Exxon, Total, Ford, General Motors seit spätestens den 1970er Jahren und Shell seit spätestens den 1980er Jahren.
Der wissenschaftliche Konsens zum Klimawandel besteht in der Feststellung, dass sich das Erd-Klimasystem erwärmt und weiter erwärmen wird. Dies wird anhand von Beobachtungen der steigenden Durchschnittstemperatur der Luft und Ozeane, großflächigem Abschmelzen von Schnee- und Eisflächen und dem Meeresspiegelanstieg ermittelt. Mit mindestens 95-prozentiger Sicherheit wird dies hauptsächlich durch Treibhausgase (Verbrennung von fossilen Energieträgern, Methanausstoß bei der Viehhaltung, Freisetzung von CO2 bei der Zementherstellung,) sowie durch die Rodungen von Waldgebieten verursacht. Die American Association for the Advancement of Science – die weltweit größte wissenschaftliche Gesellschaft – erklärte bereits 2001, dass sich 97 % aller Klimatologen einig sind, dass ein vom Menschen verursachter Klimawandel stattfindet, und betonte den zu vielen Aspekten der Klimatologie herrschenden Konsens. Spätestens seit der Jahrtausendwende wird der Wissensstand um die mit dem Klimawandel verbundenen Folgen als ausreichend sicher angesehen, um umfangreiche Klimaschutzmaßnahmen zu rechtfertigen.
Laut einer 2014 veröffentlichten Studie bestand unter der Annahme keines anthropogenen Treibhauseffekts nur eine Wahrscheinlichkeit von 0,001 % für das tatsächlich eingetretene Ereignis von mindestens 304 Monaten in Folge (von März 1985 bis zum Stand der Analyse Juni 2010) mit einem Monatsmittel der globalen Temperatur über dem Mittelwert für das 20. Jahrhundert.

### Leugnung der menschengemachten globalen Erwärmung

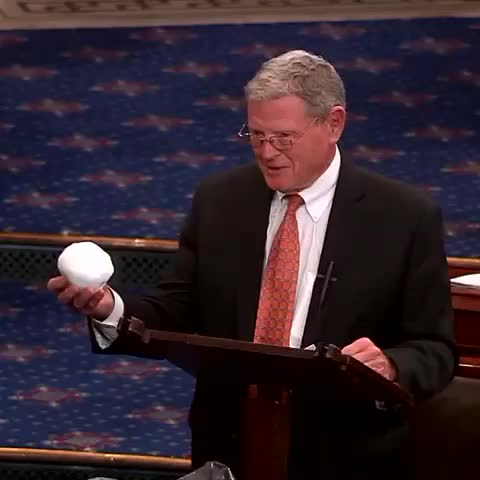
Jim Inhofe 2015 bei einer Senatsrede, bei der er mit einem Schneeball gegen die Existenz der globalen Erwärmung argumentierte

Obwohl innerhalb der Wissenschaft seit Jahrzehnten ein starker Konsens hinsichtlich der menschengemachten globalen Erwärmung herrscht, lehnen Teile der Öffentlichkeit sowie eine Vielzahl politischer und wirtschaftlicher Akteure bis heute weiterhin die Existenz des Klimawandels, seine menschliche Ursache, die damit einhergehenden negativen Folgen oder den wissenschaftlichen Konsens darüber ab. Bei der Leugnung des menschengemachten Klimawandels handelt es sich um eine Form von Pseudowissenschaft, die Ähnlichkeiten aufweist mit weiteren Formen der Wissenschaftsleugnung wie beispielsweise dem Bestreiten der Evolutionstheorie oder der gesundheitsschädlichen Auswirkungen des Rauchens bis hin zum Glauben an Verschwörungstheorien. Zum Teil bestehen zwischen diesen genannten Formen der Leugnung wissenschaftlicher Erkenntnisse personelle, organisatorische und ökonomische Verbindungen. Ein zentrales Verbindungsmuster ist unter anderem die beständige Fabrizierung künstlicher Kontroversen wie der vermeintlichen Kontroverse um die globale Erwärmung, bei der es sich, entgegen der Annahme in der Öffentlichkeit, nicht um eine wissenschaftliche Diskussion handelt, sondern vielmehr um die bewusste Verbreitung von Falschbehauptungen durch Klimaleugner. Die Verleugnung der Klimaforschung gilt als die „mit Abstand am stärksten koordinierte und finanzierte Form der Wissenschaftsleugnung“ und stellt zugleich das Rückgrat der Anti-Umweltbewegung und ihrer Gegnerschaft gegen die Umweltforschung dar.
Deutlich ausgeprägt ist die Ablehnung des wissenschaftlichen Konsenses insbesondere in Staaten, in denen mit großem finanziellen Einsatz durch Unternehmen, v. a. aus der Branche der fossilen Energien, eine einflussreiche Kontrabewegung geschaffen wurde, deren Ziel es ist, die Existenz des wissenschaftlichen Konsenses durch bewusstes Säen von Zweifeln zu untergraben. Der finanzielle Anreiz der fossilen Energiewirtschaft war dabei enorm: Alleine die Öl- und Gasindustrie machte zwischen 1970 und 2020 inflationsbereinigt pro Jahr im Durchschnitt etwa eine Billion US-Dollar Gewinn, umgerechnet etwa 3 Mrd. Dollar pro Tag. Besonders erfolgreich waren diese Aktionen unter konservativen Bevölkerungsteilen in den USA. Eine große Rolle bei der Verschleierung des Standes der Wissenschaft spielen konservative Denkfabriken.
Zu den wichtigsten Kräften der organisierten Klimaleugnerbewegung, die die Existenz der menschengemachten globalen Erwärmung durch gezielte Attacken auf die Klimaforschung abstreiten, zählen das Cato Institute, das Competitive Enterprise Institute, das George C. Marshall Institute sowie das Heartland Institute, allesamt konservativ ausgerichtete Think Tanks. Ihr Ziel war und ist es, mittels der Strategie Fear, Uncertainty and Doubt in der Bevölkerung Unsicherheit und Zweifel an der Existenz der globalen Erwärmung zu schaffen, um anschließend zu argumentieren, dass es nicht genügend Belege dafür gebe, konkrete Klimaschutzmaßnahmen zu ergreifen. Insgesamt stehen der US-Klima-Contrarian-Bewegung rund 900 Millionen Dollar pro Jahr für Kampagnenzwecke zur Verfügung. Die überwältigende Mehrheit der Mittel stammt von politisch konservativen Organisationen, wobei die Finanzierung zunehmend über Donors-Trust-Organisationen verschleiert wird. Die Mehrheit der Literatur, die dem menschengemachten Klimawandel widerspricht, wurde ohne Peer-Review publiziert, ist üblicherweise pseudowissenschaftlicher Natur (d. h. wirkt äußerlich wissenschaftlich, ohne aber wissenschaftliche Qualitätsstandards zu erfüllen), wurde zum großen Teil von Organisationen und Unternehmen finanziert, die von der Nutzung fossiler Energieträger profitieren, und steht in Verbindung mit konservativen Think Tanks.
Da harte Klimawandelleugnung angesichts der Faktenlage nicht mehr glaubwürdig ist, setzt die fossile Energieindustrie zunehmend auf Verzögerungsstrategien, die darauf abzielen, den Ausstieg aus den fossilen Energieträgern so weit wie möglich in die Zukunft zu schieben. Dafür verbreitet sie z. B. in immer größerem Maß Falschbehauptungen über erneuerbare Energien wie Windenergie- und Solarenergie sowie weitere Energiewende-Technologien wie Wärmepumpen und Elektroautos.

## Folgen der globalen Erwärmung

Der Sechste Sachstandsbericht des IPCC (2021) prognostiziert für verschiedene Szenarien der globalen Erwärmung eine Vervielfachung der Häufigkeit von Extremereignissen wie Hitzewellen, Dürren und Starkniederschlägen im Vergleich zur vorindustriellen Zeit.

Wegen der Auswirkungen auf menschliche Sicherheit, Gesundheit, Wirtschaft und Umwelt ist die globale Erwärmung mit Risiken behaftet. Diese Risiken werden mit zunehmender Erwärmung stärker und sind bei 2 Grad Erwärmung höher als bei einer Begrenzung der Erderwärmung auf 1,5 Grad. Negative Auswirkungen der globalen Erwärmung treten bereits heute auf und haben u. a. bereits viele Ökosysteme an Land und im Wasser beeinträchtigt. Einige schon heute wahrnehmbare Veränderungen wie die verringerte Schneebedeckung, der steigende Meeresspiegel oder die Gletscherschmelze gelten neben den Temperaturmessungen auch als Belege für den Klimawandel. Konsequenzen der globalen Erwärmung wirken sowohl direkt auf den Menschen als auch auf Ökosysteme. Dazu verstärkt der Klimawandel viele andere gravierende Probleme wie z. B. den Artenschwund oder die Bodendegradation, sodass die Bekämpfung des Klimawandels zugleich eine Schlüsselmaßnahme für das Lösen anderer dringender Probleme auf dem Weg hin zu einer nachhaltigen Lebensweise ist.
Wissenschaftler berechnen verschiedene direkte und indirekte Auswirkungen auf Hydrosphäre, Atmosphäre und Biosphäre. Im Bericht des Weltklimarats (IPCC) werden diesen Hochrechnungen jeweils Wahrscheinlichkeiten zugeordnet. Zu den Folgen zählen Hitzewellen, die zu einer Häufung von Todesfällen durch Hitzschlag führen werden, besonders in den Tropen. Hunderte Millionen Menschen werden vom Anstieg des Meeresspiegels und Missernten, welche die globale Ernährungssicherheit gefährden, betroffen sein. Eine sich stark erwärmende Welt ist, so ein Weltbank-Bericht, mit erheblichen Beeinträchtigungen für den Menschen verbunden.
Die Weltmeteorologieorganisation berichtet von einer siebenfachen Zunahme der Schäden infolge von Extremwetterereignissen seit 1970. Zu den Ursachen zählt, neben einem zunehmenden Anteil gemeldeter Schäden und einer größeren Zahl exponierter Menschen, auch der Klimawandel. Eine grobe Schätzung, die sich auf die Zuordnungsforschung stützt, gibt den Anteil des Klimawandels an den Schäden durch Extremwetterereignisse im Zeitraum 2000–2019 mit etwas mehr als 50 % an, was in etwa 150 Mrd. US$ pro Jahr entspricht. Der Schaden, den die Emission einer Tonne CO2 verursacht, wird als soziale Kohlenstoffkosten bezeichnet. Die Schätzungen der sozialen Kohlenstoffkosten sind mit erheblichen Unsicherheiten verbunden und hängen auch davon ab, wie menschliches Leben und Gesundheit bewertet werden, einschließlich künftigen Lebens. Verschiedene Schätzungen empfehlen, von Schäden um 200 Euro auszugehen, die eine zu Beginn der 2020er Jahre emittierte Tonne CO2 verursachte. Dieser Wert steigt mit zunehmender Treibhausgaskonzentration weiter an.

### Unerwartete Veränderungen und Kipppunkte

Verschiedene Kippelemente im Erdsystem

Man unterscheidet mindestens zwei Arten unerwarteter Effekte: Kombinierte Effekte, bei denen mehrere Extremereignisse zusammen wirken und ihre Wirkung gegenseitig verstärken (beispielsweise Dürren und Großbrände), und Kippelemente. Bedingt durch die vielfachen Rückkopplungen im Erdsystem reagiert dieses auf Einflüsse oftmals nichtlinear, das heißt, Veränderungen vollziehen sich in diesen Fällen nicht kontinuierlich, sondern sprunghaft. Es gibt eine Reihe von Kippelementen, die bei fortschreitender Erwärmung wahrscheinlich abrupt einen neuen Zustand einnehmen werden, der ab einem gewissen Punkt (Tipping-Point) schwer oder gar nicht umkehrbar sein wird. Beispiele für Kippelemente sind das Abschmelzen der arktischen Eisdecke oder ein Kollaps des Nordatlantikstroms.
Andere Beispiele für abrupte Ereignisse sind das plötzliche Aussterben einer Art, die – womöglich durch andere Umweltfaktoren vorbelastet – durch ein klimatisches Extremereignis eliminiert wird, oder die Wirkung steigender Meeresspiegel. Diese führen nicht unmittelbar zu Überschwemmungen, sondern erst wenn im Rahmen von z. B. Sturmfluten ein vormals ausreichender Damm überschwemmt wird. Auch der Meeresspiegelanstieg selbst kann sich durch nichtlineare Effekte in sehr kurzer Zeit rasch beschleunigen, wie dies in der Klimageschichte beispielsweise beim Schmelzwasserpuls 1A der Fall war.
Untersuchungen von klimatischen Veränderungen in der Erdgeschichte zeigen, dass Klimawandel in der Vergangenheit nicht nur graduell und langsam abliefen, sondern bisweilen sehr rasch. So war am Ende der jüngeren Dryas und während der Dansgaard-Oeschger-Ereignisse in der letzten Kaltzeit regional eine Erwärmung um 8 °C in etwa 10 Jahren zu beobachten. Nach heutigem Kenntnisstand erscheint es wahrscheinlich, dass diese schnellen Sprünge im Klimasystem auch künftig stattfinden werden, wenn bestimmte Kipppunkte überschritten werden. Da die Möglichkeit, das Klima in Klimamodellen abzubilden, nie vollständig der Realität entsprechen wird, das Klimasystem aufgrund seiner chaotischen Natur grundsätzlich nicht im Detail vorhersagbar ist und sich die Welt überdies zunehmend außerhalb des Bereichs bewegt, für den verlässliche Klimadaten der Vergangenheit vorliegen, können weder Art, Ausmaß noch Zeitpunkt solcher Ereignisse vorhergesagt werden.
Jedoch berechneten Will Steffen und andere im Jahr 2018 wahrscheinliche Temperaturbereiche der Erderwärmung, in denen kritische Schwellen für Kippelemente erreicht werden können, so dass „diese in fundamental andersartige Zustände versetzt werden.“ Durch Rückkopplungen könnten weitere Kippelemente ausgelöst werden, deren Veränderung erst für höhere Temperaturbereiche zu erwarten sei. So werde die thermohaline Zirkulation durch ein schon bei einer Erderwärmung zwischen 1 und 3 Grad mögliches starkes Abschmelzen des Grönlandeises beeinflusst. Ihr Zusammenbruch ist wiederum rückgekoppelt mit der El Niño-Southern Oscillation, dem teilweisen Absterben des Amazonas-Regenwaldes und dem Abschmelzen von antarktischem Meer-, später Festlandeis. Schon bei Einhalten des Klimaziels von 2 Grad globaler Erwärmung drohe daher das Risiko eines Dominoeffekts, einer Kaskade, die das Klima unkontrollierbar und irreversibel in ein Warmklima führen würde, mit langfristig etwa 4 bis 5 Grad höheren Temperaturen und einem Meeresspiegelanstieg um 10 bis 60 Meter.

### Auswirkungen auf die Biosphäre
Die Risiken für Ökosysteme auf einer sich erwärmenden Erde wachsen mit jedem Grad des Temperaturanstiegs. Die Risiken unterhalb einer Erwärmung von 1 K gegenüber dem vorindustriellen Wert sind vergleichsweise gering. Zwischen 1 und 2 K Erwärmung liegen auf regionaler Ebene mitunter substanzielle Risiken vor. Eine Erwärmung oberhalb von 2 K birgt erhöhte Risiken für das Aussterben zahlreicher Tier- und Pflanzenarten, deren Lebensräume nicht länger ihren Anforderungen entsprechen. Beispielsweise geht der IPCC davon aus, dass die weltweiten Korallenriffe bei einer Erwärmung von 1,5 Grad um 70–90 % zurückgehen werden. Bei 2 Grad Erwärmung rechnet der IPCC mit einem Rückgang um mehr als 99 % und damit einem nahezu vollständigen Verschwinden der Korallenriffe. Bei über 2 K Temperaturanstieg drohen der Kollaps von Ökosystemen und signifikante Auswirkungen auf Wasser sowie Nahrungsmittelvorräte durch Ernteausfall.
- Durch gestiegene Niederschlagsmengen, Temperatur und CO2-Gehalt der Atmosphäre hat das Pflanzenwachstum in den letzten Jahrzehnten zugenommen. Es stieg zwischen 1982 und 1999 um sechs Prozent im weltweiten Durchschnitt, besonders in den Tropen und der gemäßigten Zone der Nordhalbkugel.[230]
- Risiken für die menschliche Gesundheit sind teils unmittelbare Folge steigender Lufttemperaturen. Hitzewellen werden häufiger, während extreme Kälteereignisse wahrscheinlich seltener werden.[118][231][232] Während die Zahl der Hitzetoten wahrscheinlich steigen wird, wird die Zahl der Kältetoten abnehmen.[233][234]
- Trotz globaler Erwärmung kann es lokal und vorübergehend zu Kälteereignissen kommen. Klimasimulationen sagen beispielsweise voraus, dass es durch das Schmelzen des Arktiseises zu starken Störungen der Luftströmungen kommen kann. Hierdurch könnte sich die Wahrscheinlichkeit des Auftretens extrem kalter Winter in Europa und Nordasien verdreifachen.[235]
- Die landwirtschaftliche Produktivität wird sowohl von einer Temperaturerhöhung als auch von einer Veränderung der Niederschläge betroffen sein. Global ist, grob gesehen, mit einer Verschlechterung des Produktionspotenzials zu rechnen. Das Ausmaß dieses Negativtrends ist jedoch mit Unsicherheit behaftet, da unklar ist, ob durch gestiegene Kohlenstoffkonzentrationen ein Düngungseffekt eintritt (−3 %) oder nicht (−16 %). Tropische Regionen werden Modellrechnungen zufolge jedoch stärker betroffen sein als gemäßigte Regionen, in denen mit Kohlenstoffdüngung sogar teilweise deutliche Produktivitätszuwächse erwartet werden. Zum Beispiel wird für Indien mit einem Einbruch von ca. 30–40 % bis 2080 gerechnet, während die Schätzungen für die Vereinigten Staaten und China je nach Kohlenstoffdüngungs-Szenario zwischen −7 % und +6 % liegen. Hinzu kommen wahrscheinliche Veränderungen der Verbreitungsgebiete und Populationen von Schädlingen.[236][237] Ebenfalls nach Modellrechnungen werden bei ungebremstem Klimawandel weltweit jährlich ca. 529.000 Todesfälle infolge von schlechterer Ernährung, insbesondere dem Rückgang von Obst- und Gemüsekonsum, erwartet. Bei einem strengen Klimaschutzprogramm (Umsetzung des RCP 2.6-Szenarios) könnte die Zahl der zusätzlichen Toten hingegen auf ca. 154.000 begrenzt werden.[238]
- Es wird zu Änderungen von Gesundheitsrisiken für Menschen und Tiere infolge von Veränderungen des Verbreitungsgebiets, der Population und des Infektionspotentials von Krankheitsüberträgern kommen.[239][240][241][Anm. 3]

### Auswirkungen auf Hydrosphäre und Atmosphäre

Im Zeitraum von 1993 bis 2017 stieg der Meeresspiegel um 3,4 mm pro Jahr. Dies sind 50 % mehr als der durchschnittliche Anstieg im 20. Jahrhundert.

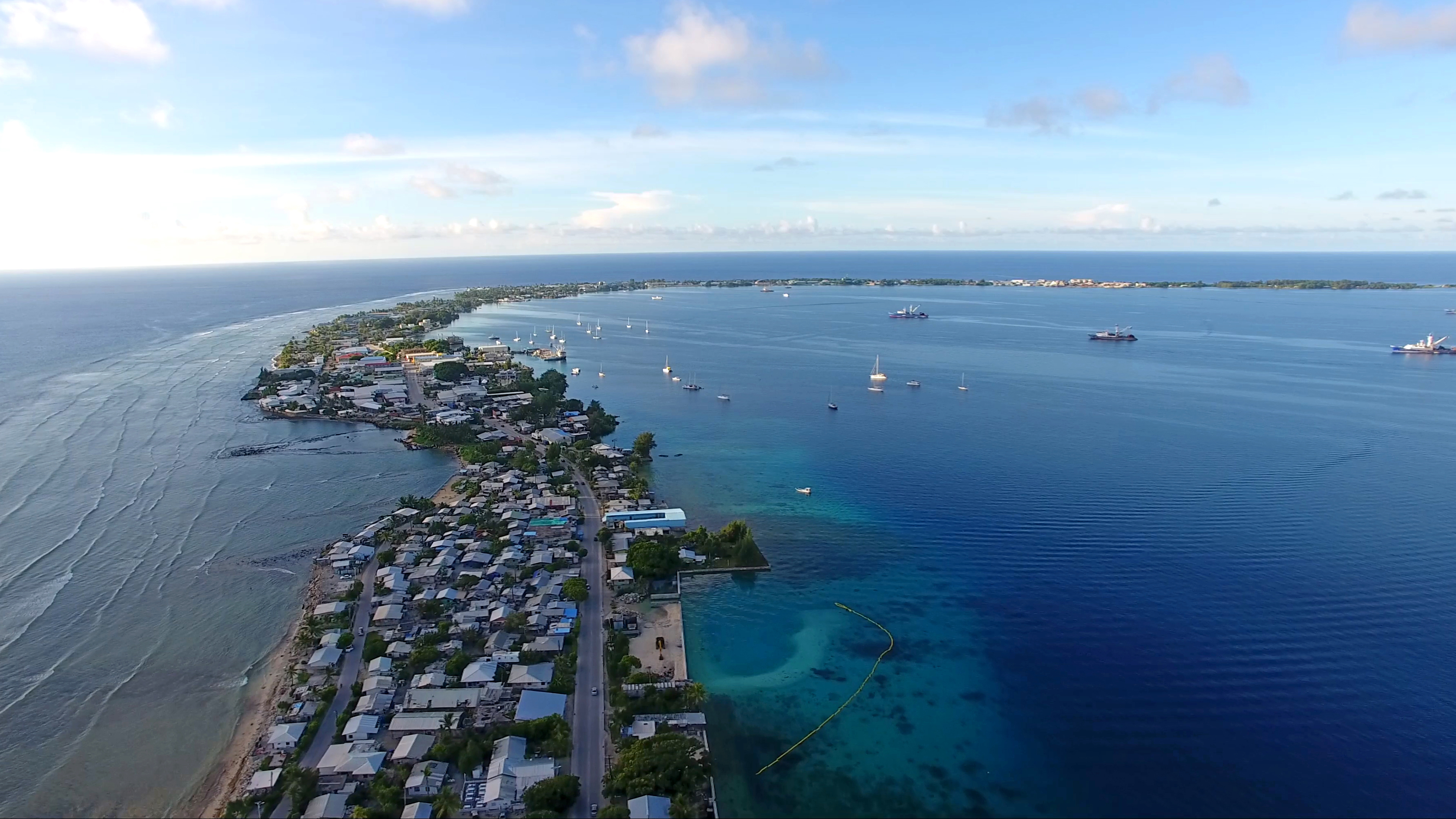
Folgen der globalen Erwärmung: Anstieg des Meeresspiegels auf den Marshallinseln (Luftaufnahme aus dem Dokumentarfilm One Word von 2020)

- Durch die steigenden Lufttemperaturen verändern sich weltweit Verteilung und Ausmaß der Niederschläge. Gemäß der Clausius-Clapeyron-Gleichung kann die Atmosphäre mit jedem Grad Temperaturanstieg ca. 7 % mehr Wasserdampf aufnehmen,[54] der wiederum als Treibhausgas wirkt. Dadurch steigt zwar global die durchschnittliche Niederschlagsmenge, in einzelnen Regionen wird jedoch auch die Trockenheit zunehmen, einerseits durch Rückgang der dortigen Niederschlagsmengen, aber auch durch die bei höheren Temperaturen beschleunigte Verdunstung.[242][243][244]
- Die zunehmende Verdunstung führt zu einem höheren Risiko für Starkregen, Überschwemmungen und Hochwasser.[245][246]
- Es kommt weltweit zu einer verstärkten Gletscherschmelze.
- Im Zuge der globalen Erwärmung kommt es zu einem Anstieg des Meeresspiegels. Dieser erhöhte sich im 20. Jahrhundert um 1–2 cm pro Jahrzehnt und beschleunigt sich. Zu Beginn des 21. Jahrhunderts lag die Rate bei 3–4 cm. Bis zum Jahr 2100 erwartet das IPCC einen weiteren Meeresspiegelanstieg um wahrscheinlich 0,29–0,59 m bei strengem Klimaschutz und 0,61–1,10 m bei weiter zunehmenden Treibhausgasemissionen; ein Meeresspiegelanstieg von bis zu 2 m kann nicht ausgeschlossen werden.[247][248] In den kommenden 2000 Jahren wird von einem Meeresspiegelanstieg in Höhe von ca. 2,3 m pro zusätzlichem Grad Celsius Erwärmung ausgegangen.[249] Es gibt Anzeichen, dass Kipppunkte bereits überschritten sind, die ein Abschmelzen eines Teils der Westantarktis beschleunigen. Dies könnte den Meeresspiegel langfristig um drei Meter erhöhen.[250] Ein weitgehendes Abschmelzen der Eismassen von Grönland gilt innerhalb von 1000 Jahren als möglich und würde den Meeresspiegel um sieben Meter erhöhen.[251] Ein Abschmelzen der gesamten Eisschicht der Antarktis erhöht den Pegel um zusätzliche 57 Meter.[252][253] Solch ein Szenario ist aber nicht abzusehen.
- Laut der World Meteorological Organization gibt es bislang Anhaltspunkte für und wider ein Vorhandensein eines anthropogenen Signals in den bisherigen Aufzeichnungen über tropische Wirbelstürme, doch bislang können keine gesicherten Schlussfolgerungen gezogen werden.[254] Die Häufigkeit tropischer Stürme wird wahrscheinlich abnehmen, ihre Intensität aber zunehmen.[255]
- Es gibt Hinweise, dass die globale Erwärmung über eine Veränderung der Rossby-Wellen (großräumige Oszillationen von Luftströmen) zum vermehrten Auftreten von Wetterextremen (z. B. Hitzeperioden, Überschwemmungen) führt.[256][257]

### Friedens- und Weltordnung, Politik
Das Weltwirtschaftsforum Davos stuft in seinem Bericht Global Risks 2013 den Klimawandel als eines der wichtigsten globalen Risiken ein: Das Wechselspiel zwischen der Belastung der wirtschaftlichen und ökologischen Systeme werde unvorhersehbare Herausforderungen für globale und nationale Widerstandsfähigkeiten darstellen.
Verschiedene Militärstrategen und Sicherheitsexperten befürchten geopolitische Verwerfungen infolge von Klimaveränderungen, die sicherheitspolitische Risiken für die Stabilität der Weltordnung und den „Weltfrieden“ bergen, auch der UN-Sicherheitsrat gab 2011 auf Initiative Deutschlands eine entsprechende Erklärung ab. Der ehemalige deutsche Außenminister Frank-Walter Steinmeier bewertete im April 2015 nach Erscheinen einer zum „G7“-Außenminister-Treffen in Lübeck
verfassten europäischen Studie den Klimawandel ebenfalls als „eine wachsende Herausforderung für Frieden und Stabilität“. Die Studie empfiehlt u. a. die Einrichtung einer G7-Taskforce.

### Wirtschaft
Die wirtschaftlichen Folgen des globalen Klimawandels sind nach gegenwärtigen Schätzungen beträchtlich: Das Deutsche Institut für Wirtschaftsforschung schätzte 2004/5, dass ohne zügig umgesetzten Klimaschutz der Klimawandel bis zum Jahr 2050 bis zu 200.000 Milliarden US-Dollar volkswirtschaftliche Kosten verursachen könnte (wobei diese Schätzung mit großen Unsicherheiten behaftet ist). Der Stern-Report (er wurde Mitte 2005 von der damaligen britischen Regierung in Auftrag gegeben) schätzte die durch den Klimawandel bis zum Jahr 2100 zu erwartenden Schäden auf 5 bis 20 Prozent der globalen Wirtschaftsleistung.
Nach einem im Vorfeld der im November 2017 in Bonn stattfindenden 23. UN-Klimakonferenz („COP 23“) veröffentlichten Lancet-Report hat sich die Zahl der wetterbedingten Naturkatastrophen seit 2000 um 46 % erhöht; allein 2016 sei dadurch ein ökonomischer Schaden von 126 Mrd. Dollar entstanden.
Die EZB sieht Risiken für die Stabilität des europäischen Wirtschaftsraumes, da ein großer Teil der Kredite an Unternehmen, die von physischen Risiken betroffen sind, durch materielle Sicherheiten in Form von Immobilien besichert wird. Wenn das Eigentum durch physische Einwirkungen beschädigt wird und nicht durch eine Versicherung abgedeckt ist, verringert diese Verbindung die Fähigkeit zur Schadensbegrenzung und erhöht die potenziellen Verluste der Banken.
Ein hohes Risiko für Banken ist zu erwarten, wenn sie Kredite an Unternehmen in der Fertigungs- und Immobilienbranche, im Baugewerbe, im Hotel- und Gaststättengewerbe und in der Lebensmittelbranche vergeben, da die Wahrscheinlichkeit eines Verlusts ihrer Sicherheiten höher ist. Sehr problematisch für die internationale Finanzstabilität ist die Konzentration von 70 % dieser hochriskanten Engagements auf 25 Banken in Europa.
Siehe auch „Klimafinanzierung“, Klimaversicherung, Loss and Damage, Unternehmerische Klimarisiken

## Begrenzung der globalen Erwärmung
Um die Erdtemperatur zu stabilisieren und die Folgen der globalen Erwärmung zu begrenzen, muss der Treibhausgasausstoß weltweit auf Netto-Null begrenzt werden, da für jedes Temperaturziel nur ein gewisses globales CO2-Budget zur Verfügung steht. Im Umkehrschluss bedeutet dies, dass die Erderwärmung so lange weiter fortschreitet, wie netto Treibhausgase emittiert werden und damit die Gesamtmenge an Treibhausgasen in der Atmosphäre weiter ansteigt. Emissionen nur zu reduzieren führt also nicht zum Stopp, sondern nur zur Verlangsamung der globalen Erwärmung.

### Klimapolitik
Treibhausgase reichern sich gleichmäßig in der Atmosphäre an, ihre Wirkung hängt nicht davon ab, wo sie ausgestoßen werden. Eine Minderung von Treibhausgasemissionen kommt somit allen zugute; sie ist aber oft für denjenigen, der seine Treibhausgasemissionen mindert, mit Anstrengungen und Kosten verbunden. Die Reduktion der weltweiten Emissionen auf Netto-Null steht damit vor dem sogenannten Trittbrettfahrerproblem: Vorwiegend am Eigennutz orientierte Akteure wollen zwar eine Stabilisierung des Klimas und dementsprechende Klimaschutzanstrengungen anderer, sehen aber keine ausreichenden Anreize für eigene Klimaschutzanstrengungen. Die internationale Klimapolitik steht vor der Aufgabe, einen globalen Ordnungsrahmen zu schaffen, der Kollektives Handeln hin zu Klimaneutralität bewirkt.

#### Geschichte

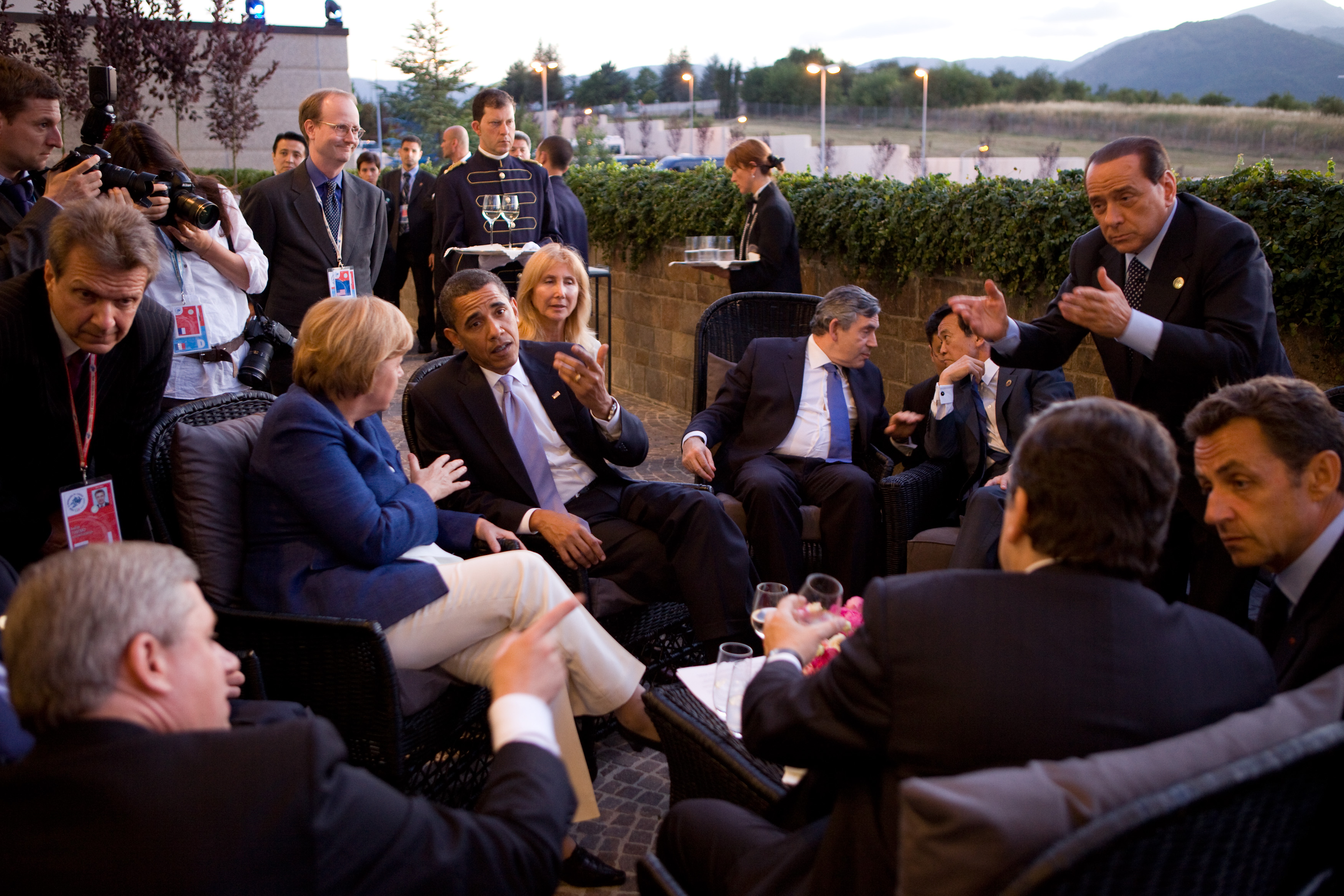
Das Zwei-Grad-Ziel wurde von den Staats- und Regierungschefs wichtiger Volkswirtschaften auf dem G8-Gipfel in L’Aquila 2009 vereinbart.

Als Herzstück internationaler Klimapolitik gilt die Klimarahmenkonvention (UNFCCC) der Vereinten Nationen als der völkerrechtlich verbindlichen Regelung zum Klimaschutz. Sie wurde 1992 in New York City verabschiedet und im gleichen Jahr auf der UN-Konferenz für Umwelt und Entwicklung (UNCED) in Rio de Janeiro von den meisten Staaten unterschrieben. Ihr Kernziel ist es, eine gefährliche Störung des Klimasystems infolge menschlicher Aktivität zu vermeiden. Mit der Rahmenkonvention geht als neu entstandenes Prinzip der Staatengemeinschaft einher, dass auf eine solche massive Bedrohung der globalen Umwelt auch ohne genaue Kenntnis des letztlichen tatsächlichen Ausmaßes reagiert werden soll. Auf der Rio-Konferenz wurde auch die Agenda 21 verabschiedet, die seitdem Grundlage für viele lokale Schutzmaßnahmen ist.
Die 197 Vertragspartner der Rahmenkonvention (Stand März 2020) treffen sich jährlich zu UN-Klimakonferenzen. Die bekanntesten dieser Konferenzen waren 1997 im japanischen Kyōto, die als Ergebnis das Kyoto-Protokoll hervorbrachte, 2009 in Kopenhagen und 2015 in Paris. Dort wurde von allen Vertragsstaaten vereinbart, die globale Erwärmung auf deutlich unter 2 °C gegenüber vorindustrieller Zeit zu begrenzen. Angestrebt wurde zunächst eine Begrenzung der Erderwärmung auf 1,5 °C, im Vergleich zur vorindustriellen Zeit (siehe hierzu: 1,5-Grad-Ziel). 2023 lag die globale Durchschnittstemperatur 1,45 °C über dem vorindustriellen Mittelwert und nur noch knapp unter der 1,5-Grad-Schwelle. Der Weltklimarat warnte bereits 2018 in einem Sonderbericht zur globalen Erwärmung vor den weltweiten Folgen der globalen Erwärmung, die das Verfehlen des 1,5 Grad Zieles zur Folge hätte.

#### Das Zwei-Grad-Ziel

Diese Abbildung zeigt die Raten, mit denen die weltweiten CO_{2}-Emissionen nach 2024 sinken müssen, um den globalen Temperaturanstieg auf 1,5, 1,7 oder 2,0 Grad Celsius zu begrenzen, ohne auf Netto-Negativemissionen angewiesen zu sein.

Als Grenze von einer tolerablen zu einer „gefährlichen“ Störung des Klimasystems wird in der Klimapolitik gemeinhin eine durchschnittliche Erwärmung um 2 °C gegenüber dem vorindustriellen Niveau angenommen. Dabei spielt die Befürchtung eine große Rolle, dass jenseits der 2 °C das Risiko irreversibler, abrupter Klimaänderungen stark steigt. In Deutschland empfahl der Wissenschaftliche Beirat der Bundesregierung Globale Umweltveränderungen (WBGU) 1994, die mittlere Erwärmung auf höchstens 2 °C zu begrenzen. Der Rat der Europäischen Union übernahm das Ziel 1996. Die G8 erkannten es beim G8-Gipfel im Juli 2009 an. Im gleichen Jahr fand es als Teil des Copenhagen Accord Eingang in den UN-Rahmen und wurde in völkerrechtlich bindender Form 2015 verabschiedet, das Übereinkommen von Paris trat im November 2016 in Kraft.
Die Vorgabe rückt jedoch zusehends in die Ferne: Da 2019 bereits eine Erwärmung um 1,1 °C eingetreten war, verblieben nur noch 0,9 °C. In Szenarien, die noch als realisierbar galten, hätten zur Erreichung des Ziels die Treibhausgasemissionen bereits 2020 ihr Maximum erreichen und danach rasch sinken müssen. Laut einem im November 2019 veröffentlichten Bericht des Umweltprogramms der Vereinten Nationen (UNEP) gab es keine Anzeichen, dass die Emissionen stagnieren oder in den nächsten Jahren sinken würden. Sollten die Vertragsstaaten des Paris-Abkommens ihre Emissionen wie bis 2016 zugesagt mindern (→ Nationaler Klimaschutzbeitrag), prognostizierte man eine globale Erwärmung von 2,6 bis 3,1 °C bis 2100 und einen weiteren Temperaturanstieg nach 2100. Für die Einhaltung der Zwei-Grad-Grenze sind demnach eine nachträgliche Verschärfung der Zusagen oder eine Übererfüllung der Ziele zwingend notwendig.
Der Anstieg des Meeresspiegels wäre mit der Zwei-Grad-Begrenzung nicht gestoppt. Die teilweise deutlich stärkere Erwärmung über den Landflächen brachte und bringt weitere Probleme. Die Lufttemperaturen über der Arktis sind seit Jahrzehnten deutlich stärker gestiegen als der globale Mittelwert.
2011 erklärten Indigene Völker das Zwei-Grad-Ziel für zu schwach, weil es ihre Kultur und ihre Lebensweise immer noch zerstören würde, sei es in arktischen Regionen, in kleinen Inselstaaten sowie in Wald- oder Trockengebieten.

#### Wirtschaftswissenschaftliche Debatte
In der sozialwissenschaftlichen Literatur werden unterschiedliche politische Instrumente zur Senkung von Treibhausgasemissionen empfohlen und z. T. kontrovers diskutiert. In ökonomischen Analysen besteht weitgehend Einigkeit, dass eine Bepreisung von CO2-Emissionen, die die Schäden des Klimawandels möglichst internalisiert, zentrales Instrument für einen effektiven und kosteneffizienten Klimaschutz ist. Ein solcher CO2-Preis kann durch Steuern (staatlich festgelegt), Emissionsrechtehandel (Preisbildung auf dem Markt bei jährlich sinkender Obergrenze) oder Kombinationen beider Instrumente verwirklicht werden. Manche Wissenschaftler wie z. B. Joachim Weimann empfehlen einen globalen Emissionsrechtehandel als allein ausreichendes, da effizientestes Instrument. Andere Ökonomen wie z. B. der britische Energiewissenschaftler Dieter Helm erachten dagegen eine CO2-Steuer für geeigneter, da stabiler als die schwankenden CO2-Preise eines Emissionshandels, welche für Unternehmen zu schwierig kalkulierbar seien. Andere wiederum (z. B. der US-amerikanische Politökonom Scott Barrett) argumentieren, dass staatlich vorgeschriebene technische Standards (bestimmte CO2-arme oder CO2-freie Produktionstechnologien bzw. Konsumgüter wie z. B. Pkw) wie beim Montreal-Protokoll zum Schutz der Ozonschicht sich in der internationalen Politik weit besser politisch durchsetzen ließen als ein globaler Emissionsrechtehandel oder eine CO2-Steuer. Der Sozialwissenschaftler Anthony Patt sieht einen Emissionshandel in der realen Politik ebenfalls als zu wenig wirkmächtig an, da der politische Widerstand gegen genügend (d. h. ausreichend für die Dekarbonisierung) stark steigende bzw. hohe CO2-Preise v. a. seitens der energieintensiven Industrien zu groß sei. Die CO2-Preise würden daher – wie beim EU-Emissionshandel – nur auf niedrigem Niveau schwanken, sodass sich (bei einem alleinigen Emissionshandel) für potentielle Öko-Investoren kapitalintensive, langfristig ausgerichtete Zukunftsinvestitionen in CO2-freie Technologien nicht lohnen würden. Dafür bräuchten sie vielmehr die sichere Erwartung, dass die CO2-Preise in Zukunft steigen und hoch bleiben, damit sie sich gegen Konkurrenten, die mit CO2-intensiven Technologien wirtschaften, auf dem Wettbewerbsmarkt absehbar durchsetzen können. Das politische System kann sich jedoch nicht verlässlich auf einen künftig verlässlich steigenden, hohen CO2-Preis verpflichten, da derartige politische Entscheidungen in einer Demokratie immer reversibel sind bzw. wären (so wurde z. B. in Australien eine CO2-Steuer erst eingeführt und nach zwei Jahren von einer neuen, konservativen Regierung wieder abgeschafft). Dies wird auch als „Commitment Problem“ der Klimapolitik bezeichnet.
Deshalb befürwortet Anthony Patt Gesetze zur Subventionierung CO2-freier Technologien wie z. B. das Erneuerbare-Energien-Gesetz (EEG) in Deutschland, die genau diese benötigte Erwartungssicherheit für potentielle Investoren in CO2-freie Technologien herstellen: Das EEG garantiert(e) (zumindest bis zur EEG-Novelle 2016) einem Produzenten von Strom aus erneuerbaren Energien für einen langen Zeitraum (20 Jahre) einen bestimmten Verkaufspreis, der über dem Marktniveau liegt. Diese Garantie unterliegt dem verfassungsrechtlichen Vertrauensschutz. Auf diese Weise abgesichert, gelang es den Investoren in erneuerbare Energien in den letzten beiden Jahrzehnten, durch den Ausbau die Kosten für die Erzeugung von Strom aus erneuerbaren Energien durch Learning by doing (Erfahrungskurve) sehr stark zu senken und allmählich gegenüber Strom aus fossilen Energiequellen und Atomstrom wettbewerbsfähig zu werden. Ähnliche Argumentationen, die die Notwendigkeit einer Flankierung des Emissionshandels durch Gesetze wie das EEG betonen, finden sich im Sondergutachten 2011 des Sachverständigenrates für Umweltfragen oder bei dem Energieökonomen Erik Gawel. Befürworter des Emissionshandels halten dem entgegen, dass der Staat dadurch zu stark in den Markt eingreife und im Gegensatz zu diesem übermäßig teure Technologien für die Subventionierung auswählen würde, da er im Gegensatz zu den Marktakteuren nicht über das Wissen verfüge, welches die effizientesten Technologien seien. Dadurch würden volkswirtschaftliche Ressourcen verschwendet, sodass sich die Gesellschaft weniger Klimaschutz leisten könne als eigentlich (d. h. mit einem idealen Emissionshandel) möglich.

### Klimaschutz

Potentiale und Kosten verschiedener Klimaschutzoptionen bis zum Jahr 2030 gemäß Sechstem Sachstandsbericht des IPCC

Deutsche Stromgestehungskosten (LCoE) für verschiedene Erzeugungsanlagen im Jahr 2024

Politische Vorgaben zum Klimaschutz müssen durch entsprechende Maßnahmen umgesetzt werden. Auf der technischen Seite existiert eine Vielzahl von Optionen zur Verminderung von Treibhausgasemissionen, mit der die Energiewende umgesetzt werden kann. Bereits eine 2004 erschienene Studie kam zu dem Ergebnis, dass sich mit den damals vorhandenen Mitteln bereits ein effektiver Klimaschutz realisieren ließe. Die Deutsche Akademie der Naturforscher Leopoldina hielt in einer 2019 publizierten Stellungnahme fest, dass aus technischer Sicht alle Voraussetzungen für den Bau eines klimaneutralen Energiesystems vorhanden sind. Neben den Technologien sind auch die erforderlichen Konzepte für die Energiewende bekannt. Hingegen wirken sich gesellschaftliche Faktoren hemmend aus: So fand eine 2021 publizierte Studie heraus, dass nur Menschen, die keine Zweifel an der Existenz der globalen Erwärmung hatten und auch glaubten, dass sie größtenteils vom Menschen verursacht wird, eine deutlich erhöhte Bereitschaft zeigen, Geld für Klimaschutz zu spenden.
Während in der Vergangenheit die Kosten für Klimaschutztechnik wie z. B. erneuerbare Energien deutlich höher lagen als für konventionelle Technik, sind die Klimaschutzkosten durch den rapiden Preisverfall inzwischen erheblich gesunken. Der IPCC bezifferte die zum Erreichen des Zwei-Grad-Ziels anfallenden Kosten 2014 mit 0,06 % der jährlichen Konsumwachstumsrate. Je früher die Treibhausgasemissionen verringert werden, desto geringer sind dabei die Kosten des Klimaschutzes.
Neuere Studien gehen mehrheitlich davon aus, dass ein erneuerbares Energiesystem Energie zu vergleichbaren Kosten liefern kann wie ein konventionelles Energiesystem. Gleichzeitig hätte Klimaschutz starke positive volkswirtschaftliche Nebeneffekte durch Vermeidung von Klimafolgeschäden und vermiedene Luftverschmutzung durch fossile Energieträger. Als wichtige Einzelmaßnahme für das Erreichen des Zwei-Grad-Ziels gilt der Kohleausstieg, da damit das knappe Restbudget an Kohlenstoffdioxidemissionen möglichst effizient genutzt werden kann. Mit mehr als 10 Mrd. Tonnen CO2-Ausstoß im Jahr 2018 verursachen Kohlekraftwerke ca. 30 % der gesamten energiebedingten Kohlendioxidemissionen in Höhe von ca. 33 Mrd. Tonnen.
In seinem Sonderbericht 1,5 °C globale Erwärmung nennt der IPCC folgende Kriterien, um das 1,5-Grad-Ziel noch erreichen zu können:
- Netto-Nullemissionen von Kohlenstoffdioxid bis spätestens 2050
- starke Senkung von anderen Treibhausgasen, insbesondere Methan
- Realisierung von Energieeinsparungen
- Dekarbonisierung des Stromsektors und anderer Treibstoffe
- Elektrifizierung des Endverbrauchs von Energie (eine Form der Sektorenkopplung)
- starke Reduktion der Treibhausgasemissionen der Landwirtschaft
- Einsatz einer Form von Carbon Dioxide Removal

#### Energiesystemtransformation
Der IPCC hält in seinem Sechsten Sachstandsbericht fest, dass es nur dann gelingt, die Erderwärmung auf deutlich unter 2 °C zu begrenzen, wenn schnelle und tiefgehende Emissionsreduzierungen von Kohlenstoffdioxid und weiteren Treibhausgasen erreicht werden. Gemäß Szenarien, die es schaffen, die Erderwärmung mit mehr als 66 % Eintrittswahrscheinlichkeit und ohne großes Überschießen auf 1,5 °C zu begrenzen, müssen die energiebedingten Netto-Kohlenstoffdioxidemissionen bis 2030 um 35 bis 51 % und bis 2050 um 87 bis 97 % fallen. Die Begrenzung auf deutlich unter 2 °C macht dabei große Änderungen der Energieversorgung binnen 30 Jahren erforderlich, darunter die Reduzierung des Einsatzes fossiler Energieträger, die Erhöhung der Energieproduktion aus emissionsarmen und emissionsfreien Energiequellen und den stärkerer Einsatz von Elektrizität und alternativen Energieträgern. Dazu hält der IPCC fest, dass sich die für Klimaschutz nötigen Netto-Null-Energiesysteme abhängig von den jeweiligen nationalen Bedingungen voneinander unterscheiden werden, jedoch eine Vielzahl gemeinsamer Charakteristiken aufweisen werden. Zu diesen zählt der IPCC unter anderem:
- Elektrizitätssysteme, die netto kein Kohlenstoffdioxid erzeugen oder über negativen Emissionen Kohlenstoffdioxid aus der Atmosphäre entnehmen
- weitflächige Elektrifizierung des Endenergieverbrauchs, darunter auch des Auto- und leichten Transportverkehrs, der Wärmeversorgung und des Kochens
- erheblich geringere Nutzung von fossilen Energieträgern
- Einsatz alternativer Energieträger wie Wasserstoff, Bioenergie und Ammoniak überall dort, wo eine Elektrifizierung schlecht möglich ist
- größere Energieeffizienz bei der Energienutzung
- stärkere Kopplung der Energieversorgung im räumlichen Sinn wie auch über die Sektorgrenzen hin weg (sog. Sektorenkopplung)
- Einsatz von Negativemissionstechnologien wie BECCS und DACCS, um verbleibende Emissionen zu kompensieren

##### Erneuerbare Energien

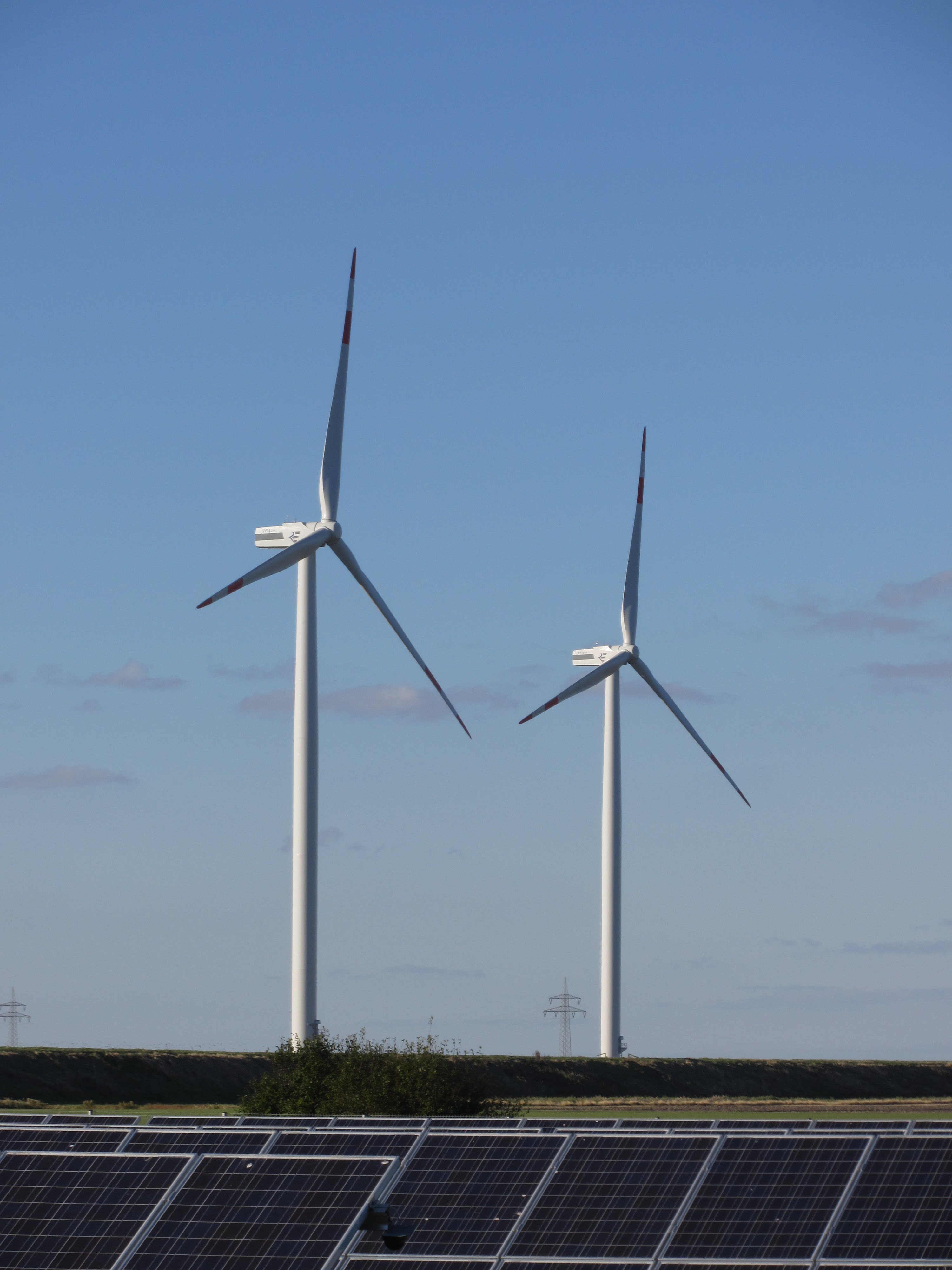
Windkraftanlagen und Photovoltaikanlagen gelten als ein wesentlicher Teil des Klimaschutzes mittels erneuerbarer Energien.

Der Umbau des Energiesystems von fossilen auf erneuerbare Energiequellen, die sog. Energiewende, wird als ein weiterer unverzichtbarer Bestandteil effektiver Klimaschutzpolitik angesehen. Die globalen Potenziale sind im IPCC-Bericht dargestellt. Im Gegensatz zu fossilen Energieträgern wird bei der Nutzung der erneuerbaren Energien mit Ausnahme der Bioenergie kein Kohlenstoffdioxid ausgestoßen, und auch diese ist weitgehend CO2-neutral. Der Einsatz erneuerbarer Energien bietet sowohl ökologisch als auch ökonomisch großes Potenzial, vor allem durch das weitgehende Vermeiden der mit anderen Energieformen verbundenen Folgeschäden, die als sog. externe Kosten hohe volkswirtschaftliche Wohlfahrtsverluste verursachen.
Grundsätzlich lässt sich festhalten, dass erneuerbare Energien verglichen mit konventionellen Energienutzungsformen eine bessere Umweltbilanz aufweisen. Zwar liegt der Materialbedarf für diese Technologien höher als beim Bau von Wärmekraftwerken, die Umweltbelastung durch den höheren Materialbedarf ist jedoch gering verglichen mit den brennstoffbedingten direkten Emissionen von fossil befeuerten Kraftwerken. Durch Umstellung der Energieversorgung auf ein regeneratives Energiesystem lässt sich somit die durch den Energiesektor verursachte Umweltbelastung reduzieren. Die große Mehrheit der zu dem Thema durchgeführten Studien kommt zu dem Ergebnis, dass die vollständige Umstellung der Energieversorgung auf erneuerbare Energien sowohl technisch möglich als auch ökonomisch machbar ist.

##### Verbesserung der Energieeffizienz

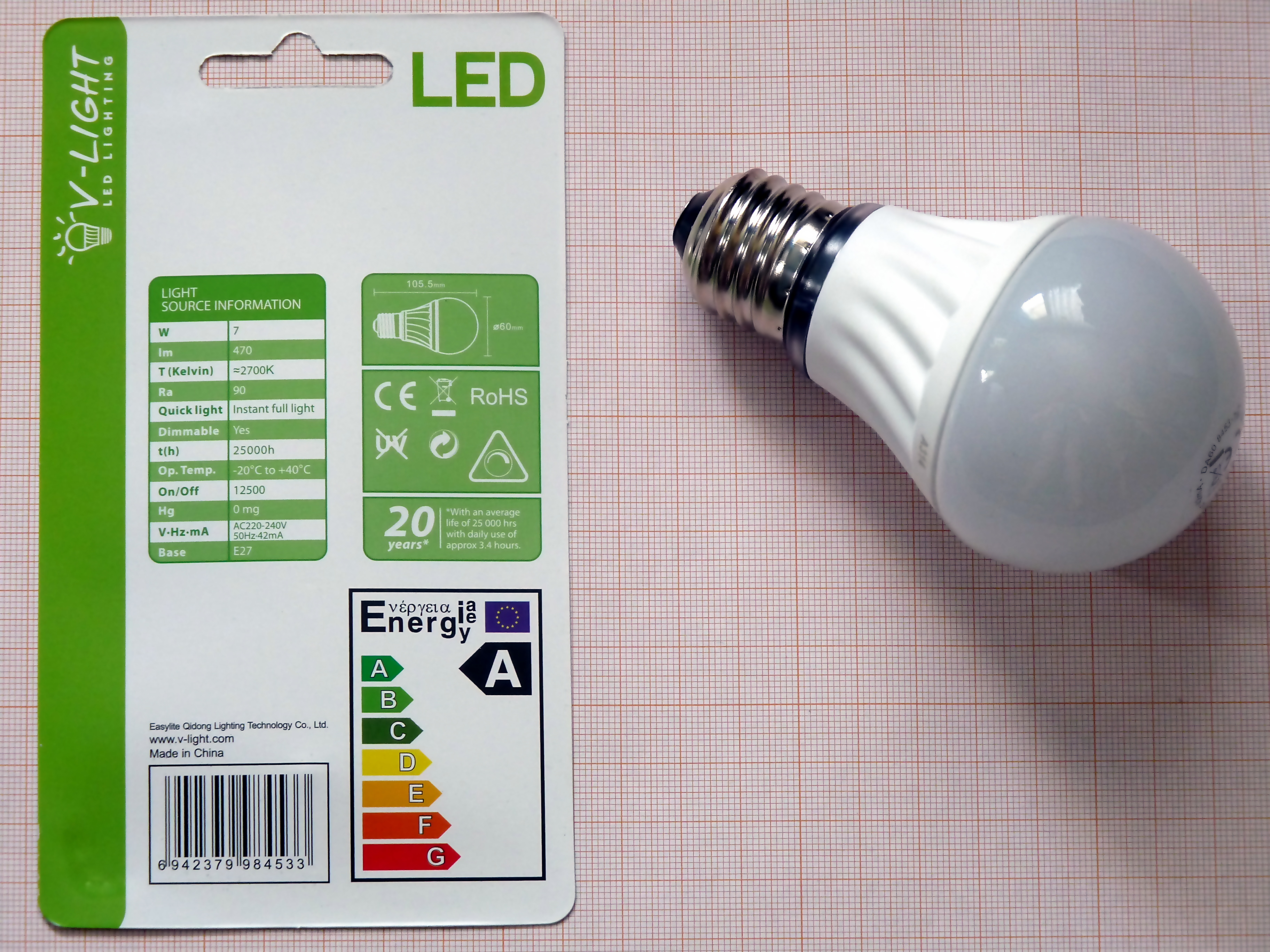
Durch Umrüstung auf energieeffiziente Beleuchtung wie z. B. LED-Lampen lässt sich der Stromverbrauch für Beleuchtungszwecke um bis zu 80 % senken.

Die Verbesserung der Energieeffizienz ist ein zentrales Element, um ambitionierte Klimaschutzziele zu erreichen und gleichzeitig die Energiekosten niedrig zu halten. Nimmt die Energieeffizienz zu, kann eine Dienstleistung oder ein Produkt mit weniger Energieverbrauch als zuvor angeboten oder hergestellt werden. Das heißt beispielsweise, dass in einer Wohnung weniger geheizt werden muss, ein Kühlschrank weniger Strom benötigt oder ein Auto einen geringeren Benzinverbrauch hat. In all diesen Fällen führt die zunehmende Effizienz zu einem abnehmenden Energieverbrauch und damit zu einem verringerten Treibhausgas-Ausstoß. McKinsey berechnete zudem, dass zahlreiche Energieeffizienz-Maßnahmen gleichzeitig einen volkswirtschaftlichen Gewinn abwerfen.
In einer globalen Bilanz betrachtet muss jedoch ebenfalls der Rebound-Effekt berücksichtigt werden, der dazu führt, dass eine gesteigerte Energie- bzw. Ressourceneffizienz durch eine Mehrproduktion an Produkten oder Dienstleistungen teilweise wieder ausgeglichen wird. Es wird davon ausgegangen, dass die Energieeinsparung durch Energieeffizienzmaßnahmen durch Rebound-Effekt im Schnitt um 10 % gemildert wird, wobei Werte einzelner Studien zwischen 0 und 30 % schwanken.
Durch Steigerung der Ressourcenproduktivität (siehe dazu auch Faktor 4), Verlängerung der Produktlebenszeiten und Verminderung der Obsoleszenz, beispielsweise bei Konsumgütern oder Verpackungen, kann ebenfalls Energie eingespart werden.

##### Carbon Dioxide Removal
Unter Carbon Dioxide Removal wird die Entfernung von Kohlendioxid aus der Atmosphäre verstanden, um den erhöhten Strahlungsantrieb künstlich wieder zu reduzieren. Erreicht werden kann dies durch den Einsatz von Techniken zum CO2-Entzug („negative Emission“). Hierzu zählen unter anderem:
- Bioenergie mit CO2-Abscheidung und -Speicherung, BECCS (Abscheidung von Kohlendioxid aus Biomasse und anschließende Speicherung im Boden)
- Direct Air Carbon Capture and Storage, DACCS (Abscheidung von Kohlendioxid aus der Luft und anschließende Speicherung im Boden)
- künstliche Verwitterung zum Binden von Kohlendioxid in Gestein
- Aufforstung und Wiederaufforstung von Wäldern zum Binden von Kohlendioxid in Biomasse
- Holzbau
- künstliche Erhöhung des Kohlendioxid-Gehaltes der Ozeane in pflanzlicher Biomasse oder durch Erhöhung der Alkalinität
- Steigerung des Kohlenstoffgehaltes im Boden durch veränderte Landbewirtschaftung
- Erzeugung von Biokohle zur Kohlenstoff-Speicherung im Boden

Der Großteil der Modelle kommt zu dem Ergebnis, dass negative Emissionen notwendig sind, um die Erderwärmung auf 1,5 oder 2 Grad zu begrenzen. Gleichzeitig gilt es nach einem 2016 publizierten Review als sehr risikoreich, von vorneherein den Einsatz negativer Emissionstechnologien anzustreben, da es bisher keine derartigen Technologien gibt, mit denen das Zwei-Grad-Ziel ohne erhebliche negative Auswirkungen auf den Verbrauch von Flächen, Energie, Wasser oder Nährstoffen oder auf die Albedo erreicht werden kann. Aufgrund dieser Limitationen seien sie kein Ersatz für die sofortige und schnelle Reduzierung der heutigen Treibhausgasemissionen durch die Dekarbonisierung der Wirtschaft.

##### Geoengineering
Geoengineering umfasst bisher nicht eingesetzte technische Eingriffe in die Umwelt, um die Erwärmung abzumildern, darunter die Eisendüngung im Meer, um das Algenwachstum anzuregen und auf diese Weise CO2 zu binden, und das Einbringen von Aerosolen in die Stratosphäre zur Reflexion von Sonnenstrahlen (Solar Radiation Management).
Während Eisendüngung als unbrauchbar gilt, werden dem Solar Radiation Management (SRM) in Studienmodellen Erfolgsaussichten zur Herunterkühlung des Klimas auf ein Niveau vor dem Industriezeitalter zugesprochen – gleichzeitig aber vor hohen Risiken dieser Methode gewarnt.

#### Klimaschutz durch Verhaltensänderungen

##### Persönliche Beiträge

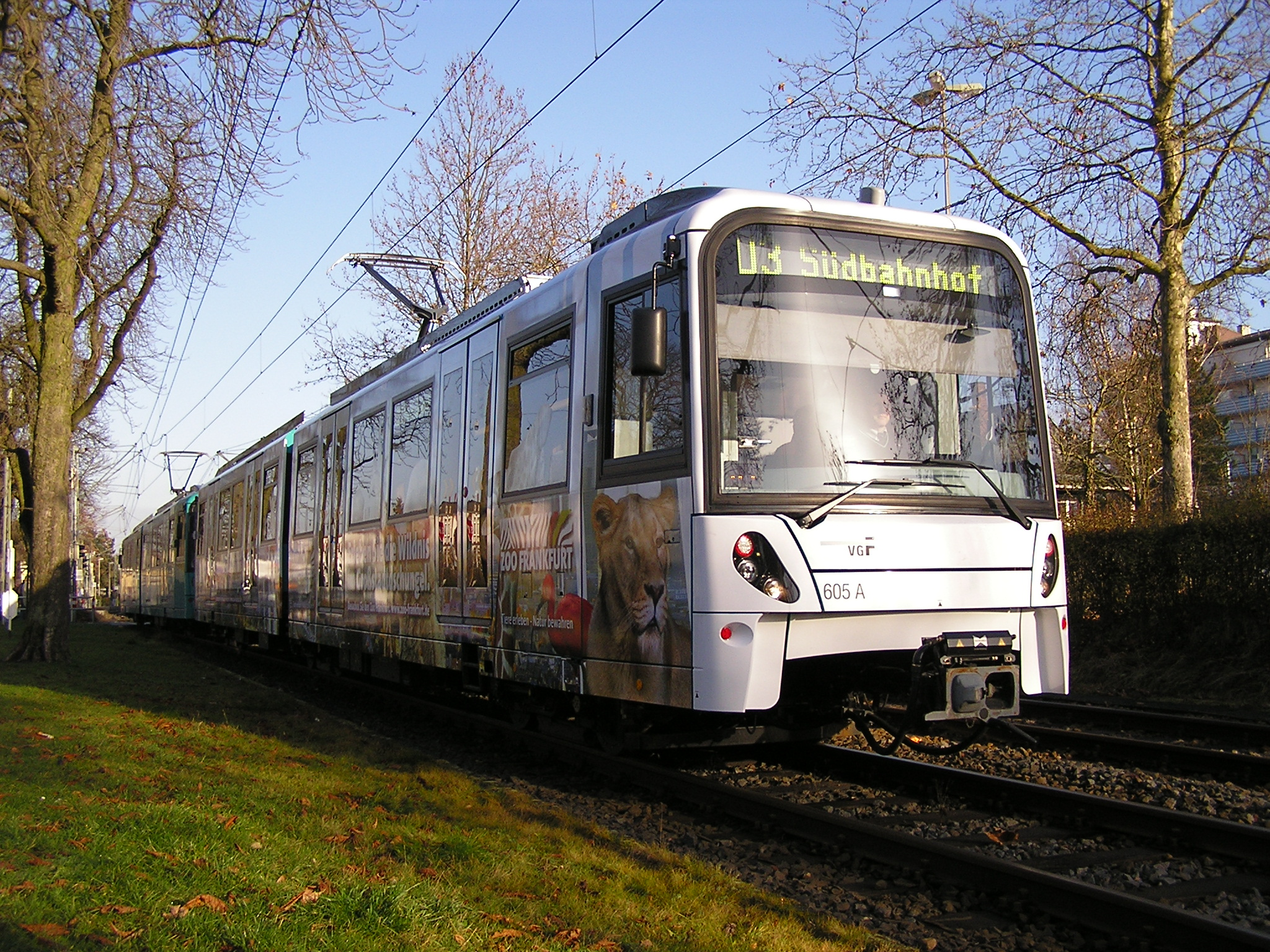
Stadtbahntriebwagen des ÖPNVs

Individuelle Möglichkeiten für Beiträge zum Klimaschutz bestehen in Verhaltensumstellungen und verändertem Konsum mit Energieeinsparungen. Zu den zahlreichen Maßnahmen zur CO2-Reduktion zählen unter anderem:
- die Nutzung umweltfreundlicher Verkehrsmittel, insbesondere der öffentlichen Verkehrsmittel (siehe auch Verkehrsmittelvergleich),
- der Einsatz energieeffizienterer Geräte (siehe auch Energielabel),
- die optimale Einstellung und ggf. auch Nachrüstung von Heizungen sowie Wärmekraftmaschinen (Motoren);
- die Reduktion der Heizenergie respektive des Wärmeverlustes in Wohngebäuden (z. B. durch Einbau neuer Fenster, Wärmedämmung von Außenwänden, Dächern sowie des Kellers, Stoßlüften statt Dauerlüften),
- die Nutzung von Wärmepumpenheizungen, Solarthermie, Geothermie und Holz statt fossiler Energieträger zur Gebäudeheizung und Warmwasserversorgung,
- Umstieg auf Fernwärme, sofern verfügbar
- die Installation einer Photovoltaikanlage,
- der Kauf bzw. Einsatz der Mini-Kraft-Wärme-Kopplung in Form eines Blockheizkraftwerkes (ein Motor erzeugt Strom, die Abwärme wird zum Heizen genutzt).

##### Nachhaltige Ernährung

Treibhauswirkung verschiedener Lebensmittelgruppen: Tierische Lebensmittel, vor allem Rind und Lamm, sowie Gemüse und Obst aus beheizten Treibhäusern sind besonders klimaschädlich.

Schätzungen des IPCC (2007) zufolge gehen 10 bis 12 Prozent der globalen Emissionen von Treibhausgasen auf die Landwirtschaft zurück. Nicht berücksichtigt wurden hier jedoch unter anderem die Folgen der Abholzung größerer Flächen (u. a. Regenwald) für landwirtschaftliche Zwecke. Eine Studie im Auftrag von Greenpeace geht daher von einem agrarischen Anteil von 17 bis 32 Prozent an den von Menschen verursachten Treibhausgasen aus. In Großbritannien stehen etwa 19 Prozent der Treibhausgasemissionen im Zusammenhang mit Nahrungsmitteln (Landwirtschaft, Verarbeitung, Transport, Einzelhandel, Konsum, Abfall). Etwa 50 Prozent davon gehen diesen Schätzungen zufolge auf Fleisch und Milchprodukte zurück. Das Food Climate Research Network empfiehlt daher unter anderem marktorientierte und regulative Maßnahmen zu nachhaltigerer Produktion bzw. nachhaltigerem Konsum von Lebensmitteln (z. B. CO2-emissionsabhängige Preise/Steuern). Umstellung auf Pflanzen-basierte Ernährung kann laut einer Studie, in vier Ländertypen, zwischen 9 und 16 Jahren vergangener früherer CO2-Emissionen durch fossile Brennstoffe ausgleichen.
Würde der globale Fleischkonsum ab 2015 innerhalb von 40 Jahren auf weniger als ein Drittel reduziert, sänken einer Modellsimulation zufolge die Lachgas- und Methanemissionen der Landwirtschaft unter das Niveau von 1995.
Zur Reduzierung der nahrungsmittelbezogenen Emissionen wird oft der Konsum regionaler Lebensmittel empfohlen. 2019 hat das Potsdam-Institut für Klimafolgenforschung in einer Studie gezeigt, dass eine optimierte lokale Produktion die Emissionen weltweit aus dem Lebensmitteltransport um den Faktor zehn reduzieren könnte. Einer US-amerikanischen Ökobilanz von Weber und Matthews (2008) zufolge liegt der Beitrag des Transports zu den Emissionen der Lebensmittelversorgung in den USA aber nur bei 11 Prozent. Der Hauptanteil (83 Prozent) entstehe bei der Produktion, weswegen die Art der konsumierten Lebensmittel den größten Einfluss habe. Besonders kritisch bezüglich der Produktion von Treibhausgasen wird der Konsum von rotem Fleisch gesehen; stattdessen sollte eher auf Geflügel, Fisch, Eier oder Gemüse zurückgegriffen werden.

#### Wirtschaftliche Strategien
Neben politischen Weichenstellungen für eine Energiewende und den Kohleausstieg gehören auch wirtschaftliche Maßnahmen zum Repertoire klimaschützenden Vorgehens, z. B. der Rückzug von Investoren wie Versicherungen, Kreditinstituten und Banken aus Geldanlagen in fossil geprägte Industriebereiche und Unternehmen („Desinvestition“). Die Investitionen können stattdessen umgeleitet werden in nachhaltige Wirtschaftssektoren wie etwa erneuerbare Energien. So hat z. B. die Weltbank auf dem One Planet Summit Anfang Dezember 2017 in Paris angekündigt, ab 2019 keine Projekte zur Erschließung von Erdöl und Erdgas mehr zu finanzieren. Der Versicherungskonzern Axa teilte dort mit, in Zukunft keine Neubauten von Kohlekraftwerken mehr zu versichern und bis 2020 zwölf Mrd. Euro in „grüne“ Projekte investieren zu wollen. Umweltschutzorganisationen wie Urgewald legen hierauf den Schwerpunkt ihrer Aktivitäten.

## Anpassungsstrategien
Parallel zu vorbeugendem Klimaschutz in Form von Vermeidungsstrategien sind Anpassungen an bereits eingetretene bzw. künftig zu erwartende Auswirkungen des menschengemachten Klimawandels notwendig: Die mit der Erderwärmung verbundenen negativen Folgen sollen so weit möglich gemindert und möglichst verträglich gestaltet werden; gleichzeitig wird die Nutzung regional möglicherweise positiver Folgen geprüft. Die Anpassungsfähigkeit variiert in Abhängigkeit von verschiedensten Parametern, darunter bestehende Kenntnisse zu örtlichen Klimaveränderungen oder z. B. der Entwicklungsstand und die ökonomische Leistungsfähigkeit eines Landes oder einer Gesellschaft. Insgesamt wird speziell in sozio-ökonomischer Hinsicht die Fähigkeit zur Anpassung stark durch die Vulnerabilität geprägt. Der Intergovernmental Panel on Climate Change (IPCC) zählt die am wenigsten fortgeschrittenen „Entwicklungsländer“ zu den Ländern und Regionen mit besonders hoher Vulnerabilität.
Die Anpassung an die Folgen der Erderwärmung hat vor allem kurz- bis mittelfristige Wirkung. Da die Anpassungsfähigkeit von Gesellschaften jedoch begrenzt ist und eine starke Erderwärmung bereits getätigte Anpassungsmaßnahmen wieder zunichtemachen kann, kann Anpassung keine Alternative zum vorbeugenden Klimaschutz sein, sondern nur eine Ergänzung dazu.
Die Palette potenzieller Anpassungsmaßnahmen reicht von rein technologischen Maßnahmen (z. B. Küstenschutz) über Verhaltensänderungen (z. B. Ernährungsverhalten, Wahl der Urlaubsziele) und betriebswirtschaftlichen Entscheidungen (z. B. veränderte Landbewirtschaftung) bis zu politischen Entscheidungen (z. B. Planungsvorschriften, Emissionsminderungsziele). Angesichts der Tatsache, dass der Klimawandel sich auf viele Sektoren einer Volkswirtschaft auswirkt, ist die Integration von Anpassung z. B. in nationale Entwicklungspläne, Armutsbekämpfungsstrategien oder sektorale Planungsprozesse eine zentrale Herausforderung; viele Staaten haben daher Anpassungsstrategien entwickelt.
In der im Jahr 1992 verabschiedeten Klimarahmenkonvention (UNFCCC), die mittlerweile von 192 Staaten ratifiziert worden ist, spielte das Thema Anpassung noch kaum eine Rolle gegenüber der Vermeidung eines gefährlichen Klimawandels (Artikel 2 der UNFCCC). Für das Kyoto-Protokoll, das 1997 vereinbart wurde und 2005 in Kraft trat, gilt das zwar ähnlich, doch wurde dort grundsätzlich der Beschluss zur Einrichtung eines speziellen UN-Anpassungsfonds („Adaptation Fund“) gefasst, um die besonders betroffenen Entwicklungsländer bei der Finanzierung von Anpassungsmaßnahmen zu unterstützen. Dazu soll auch der Green Climate Fund der Vereinten Nationen beitragen, der während der Klimakonferenz 2010 in Cancún eingerichtet wurde. Für den Fonds stellen Industrienationen Gelder bereit, damit sich Entwicklungsländer besser an den Klimawandel anpassen können.

## Globale Erwärmung als Thema in Bildung, Film, Literatur und Kunst
Die globale Erwärmung ist zunehmend auch ein Thema in Kunst, Literatur und Film; dargestellt wird das Thema zum Beispiel in den Katastrophenfilmen Waterworld oder The Day After Tomorrow.
Zudem existieren eine ganze Reihe von Dokumentarfilmen: Eine unbequeme Wahrheit gilt mit als Kernbotschaft von Nobelpreisträger Al Gore zum anthropogenen Klimawandel. Auch der schwedische Dokumentarfilm Unser Planet befasst sich unter anderem mit dem Klimawandel und beinhaltet Interviews mit verschiedenen Klimaforschern. Der US-amerikanische Dokumentarfilm Chasing Ice hat den Gletscherschwund als Folge der globalen Erwärmung zum Inhalt und porträtiert das Extreme-Ice-Survey-Projekt des Naturfotografen James Balog.
Literarisch wird das Thema u. a. in den 2010 erschienenen Romanen des britischen Schriftstellers Ian McEwan (Solar) oder des Autorengespanns Ann-Monika Pleitgen und Ilja Bohnet (Kein Durchkommen) verarbeitet. Hier wird mittlerweile in Analogie zur „Science-Fiction“ von der Entstehung einer neuen literarischen Gattung gesprochen, der Climate-Fiction (CliFi).
2013 erschien unter Ägide des Wissenschaftlichen Beirats der deutschen Bundesregierung Globale Umweltveränderungen der Comic Die Große Transformation. Klima – Kriegen wir die Kurve? (→ Welt im Wandel – Gesellschaftsvertrag für eine Große Transformation).
Cape Farewell ist ein internationales gemeinnütziges Projekt des britischen Künstlers David Buckland. Ziel ist die Zusammenarbeit von Künstlern, Wissenschaftlern und „Kommunikatoren“ (u. a. Medienvertretern) zum Thema Klimawandel. Im Rahmen des Projekts wurden verschiedene Expeditionen zur Arktis und in die Anden durchgeführt, die u. a. filmisch, fotografisch, literarisch und musikalisch verarbeitet wurden (u. a. in den Filmen Art from the Arctic und Burning Ice).
Italiens Bildungsminister Lorenzo Fioramonti kündigte im November 2019 an, das Thema globale Erwärmung bzw. Klimawandel ab September 2020 als verpflichtenden Lehrstoff in verschiedene Fächer in öffentlichen Schulen in Italien zu integrieren. Während die 6- bis 11-Jährigen über Geschichten aus anderen Kulturen mit dem Thema Umwelt vertraut gemacht werden sollen, werde dies in der Mittelstufe über technische Informationen geschehen. In der Oberstufe sollen die Schüler an das UN-Programm „Transformation unserer Welt: die Agenda 2030 für nachhaltige Entwicklung“ herangeführt werden. Angestrebter Umfang war eine Schulstunde (à 45 Minuten) pro Woche.